# Liste der Lieder der Bee Gees
Dies ist eine Liste der Lieder der aus England stammenden Pop-Band Bee Gees. Sie enthält alle regulären Studio- und Liveaufnahmen, zusätzlich alle Solo-Lieder von Barry Gibb, Maurice Gibb, Robin Gibb und Andy Gibb. Auch die Lieder, an denen sie gesanglich beteiligt waren, und die sie „für andere Künstler“ komponiert haben, werden aufgeführt. Die fettgedruckten Titel sind extrem rar und auf Tonträgern unveröffentlicht. Die Songs sind meistens auf CD veröffentlicht, sonst steht es in Klammern dahinter LP, 7, 12 Single usw.
| Titel                                                    | Jahr | Album                                                                                         | Autor(en)                                                                          | Sänger                                                                                            | Infos                                                                                         |
| -------------------------------------------------------- | ---- | --------------------------------------------------------------------------------------------- | ---------------------------------------------------------------------------------- | ------------------------------------------------------------------------------------------------- | --------------------------------------------------------------------------------------------- |
| 2 Years On                                               | 1970 | 2 Years On                                                                                    | Maurice Gibb, Robin Gibb                                                           | Robin Gibb                                                                                        |                                                                                               |
| 855-7019                                                 | 1993 | How To Fall In Love, Part 1                                                                   | Barry Gibb, Maurice Gibb, Robin Gibb                                               | Barry Gibb, Robin Gibb                                                                            | nur auf dieser CD-Single erhältlich                                                           |
| A Day In The Life                                        | 1977 | Sgt. Pepper’s Lonely Hearts Club Band                                                         | John Lennon, Paul McCartney (The Beatles 1967)                                     | Barry Gibb                                                                                        | Single                                                                                        |
| A Lonely Violin                                          | 1972 | A Kick in the Head Is Worth Eight in the Pants                                                | Barry Gibb, Maurice Gibb, Robin Gibb                                               | Barry Gibb                                                                                        | nur in den USA 1990 veröffentlicht                                                            |
| A Word of Love                                           | 1971 | Trafalgar                                                                                     | Barry Gibb, Maurice Gibb, Robin Gibb                                               | ?                                                                                                 |                                                                                               |
| Above and Beyond                                         | 1993 | Size Isn’t Everything                                                                         | Barry Gibb, Maurice Gibb, Robin Gibb                                               | Maurice Gibb                                                                                      |                                                                                               |
| Alive                                                    | 1971 | To Whom It May Concern                                                                        | Barry Gibb, Maurice Gibb                                                           | Barry Gibb                                                                                        | Single                                                                                        |
| All Around My Clock                                      | 1967 | Bee Gees’ 1st                                                                                 | Barry Gibb, Maurice Gibb, Robin Gibb                                               | Barry Gibb, Robin Gibb                                                                            |                                                                                               |
| All by Myself                                            | 1966 | Brilliant from Birth                                                                          | Maurice Gibb                                                                       | Maurice Gibb                                                                                      | Erstveröffentlichung: Inception/Nostalgia LP                                                  |
| All My Christmases Came At Once                          | 1967 | Horizontal                                                                                    | Barry Gibb, Maurice Gibb, Robin Gibb                                               | Barry Gibb, Robin Gibb                                                                            | 2006 reissue                                                                                  |
| All Of My Life                                           | 1966 | Brilliant from Birth                                                                          | Barry Gibb                                                                         | Barry Gibb                                                                                        | Erstveröffentlichung: Monday’s Rain Single                                                    |
| All So Lonely!                                           | 1966 | Horizontal                                                                                    | Colin Petersen, Vince Melouney                                                     | ?                                                                                                 |                                                                                               |
| All This Making Love                                     | 1975 | Main Course                                                                                   | Barry Gibb, Robin Gibb                                                             | Barry Gibb, Robin Gibb                                                                            |                                                                                               |
| Alone                                                    | 1995 | Still Waters                                                                                  | Barry Gibb, Maurice Gibb, Robin Gibb                                               | Barry Gibb, Robin Gibb                                                                            | Single                                                                                        |
| Alone Again                                              | 1970 | 2 Years On                                                                                    | Robin Gibb                                                                         | Robin Gibb                                                                                        |                                                                                               |
| Amorous Aristocracy                                      | 1971 | Trafalgar                                                                                     | Barry Gibb                                                                         | ?                                                                                                 |                                                                                               |
| AND I’LL BE HAPPY                                        | 1965 | Assault the Vaults                                                                            | Barry Gibb, Maurice Gibb, Robin Gibb, Trevor Gordon                                |                                                                                                   | Erstveröffentlichung: HOUSE WITHOUT WINDOWS Single (nur Australien)                           |
| And The Children Laughing                                | 1965 | The Bee Gees Sing and Play 14 Barry Gibb Songs                                                | Barry Gibb                                                                         | Barry Gibb                                                                                        | Erstveröffentlichung: I WAS A LOVER, A LEADER OF MEN Single (nur Australien)                  |
| And the Sun Will Shine                                   | 1967 | Horizontal                                                                                    | Barry Gibb, Maurice Gibb, Robin Gibb                                               | Robin Gibb                                                                                        | Single                                                                                        |
| Angel Of Mercy                                           | 2010 | Mythology                                                                                     | Barry Gibb, Maurice Gibb, Robin Gibb                                               |                                                                                                   |                                                                                               |
| Angela                                                   | 1987 | E.S.P.                                                                                        | Barry Gibb, Maurice Gibb, Robin Gibb                                               | Barry Gibb                                                                                        |                                                                                               |
| Angela (Edit)                                            | 1987 | E.S.P.                                                                                        | Barry Gibb, Maurice Gibb, Robin Gibb                                               | Barry Gibb                                                                                        | Single                                                                                        |
| Another Cold and Windy Day                               | 1968 | Idea                                                                                          | Barry Gibb, Robin Gibb                                                             | Robin Gibb                                                                                        | 2006 reissue                                                                                  |
| Anything For You                                         | 1993 | Size Isn’t Everything                                                                         | Barry Gibb, Maurice Gibb, Robin Gibb                                               | Barry Gibb                                                                                        |                                                                                               |
| Baby As You Turn Away                                    | 1975 | Main Course                                                                                   | Barry Gibb, Maurice Gibb, Robin Gibb                                               | Barry Gibb, Maurice Gibb                                                                          |                                                                                               |
| Back Home                                                | 1970 | 2 Years On                                                                                    | Barry Gibb, Maurice Gibb, Robin Gibb                                               | Barry Gibb, Maurice Gibb, Robin Gibb                                                              |                                                                                               |
| Backtafunk                                               | 1987 | E.S.P.                                                                                        | Barry Gibb, Maurice Gibb, Robin Gibb                                               | Barry Gibb                                                                                        |                                                                                               |
| Bad Bad Dreams                                           | 1972 | To Whom It May Concern                                                                        | Barry Gibb, Maurice Gibb, Robin Gibb                                               | Barry Gibb                                                                                        |                                                                                               |
| Barbara Came To Stay                                     | 1969 | Odessa                                                                                        | Barry Gibb, Maurice Gibb, Robin Gibb                                               | Barry Gibb, Robin Gibb                                                                            | Deluxe Edition - 3 CDs Digitally Remastered, auch Edison                                      |
| Barker Of The U.F.O.                                     | 1967 | Horizontal                                                                                    | Barry Gibb                                                                         | Barry Gibb                                                                                        |                                                                                               |
| Be Who You Are                                           | 1981 | Living Eyes                                                                                   | Barry Gibb                                                                         | Barry Gibb                                                                                        |                                                                                               |
| Because                                                  | 1978 | Sgt. Pepper’s Lonely Hearts Club Band                                                         | John Lennon, Paul McCartney                                                        | Alice Cooper                                                                                      |                                                                                               |
| Being For The Benefit Of Mr. Kite                        | 1977 | Sgt. Pepper’s Lonely Hearts Club Band                                                         | John Lennon, Paul McCartney (The Beatles 1967)                                     | Barry Gibb, Maurice Gibb, Peter Frampton, George Burns                                            |                                                                                               |
| Big Chance                                               | 1966 | Spicks And Specks                                                                             | Barry Gibb                                                                         | Barry Gibb, Robin Gibb                                                                            |                                                                                               |
| Birdie Told Me                                           | 1967 | Horizontal                                                                                    | Barry Gibb, Maurice Gibb, Robin Gibb                                               | Barry Gibb                                                                                        |                                                                                               |
| Black Diamond                                            | 1968 | Odessa                                                                                        | Barry Gibb, Maurice Gibb, Robin Gibb                                               | Robin Gibb                                                                                        |                                                                                               |
| Blue                                                     | 1971 | Trafalgar                                                                                     |                                                                                    | ?                                                                                                 |                                                                                               |
| Blue Island                                              | 1993 | Size Isn’t Everything                                                                         | Barry Gibb, Maurice Gibb, Robin Gibb                                               | Barry Gibb, Robin Gibb                                                                            |                                                                                               |
| Bodyguard                                                | 1988 | One                                                                                           | Barry Gibb, Maurice Gibb, Robin Gibb                                               | Barry Gibb, Robin Gibb                                                                            | Single                                                                                        |
| Boogie Child                                             | 1976 | Children of the World                                                                         | Barry Gibb, Maurice Gibb, Robin Gibb                                               | Barry Gibb                                                                                        | Single                                                                                        |
| Boogie Child (Live)                                      | 1977 | Here At Last ...Live                                                                          | Barry Gibb, Maurice Gibb, Robin Gibb                                               | Barry Gibb                                                                                        |                                                                                               |
| Boots                                                    | 1971 | Trafalgar                                                                                     |                                                                                    | ?                                                                                                 |                                                                                               |
| Born A Man                                               | 1966 | Spicks And Specks                                                                             | Barry Gibb                                                                         | Barry Gibb                                                                                        | Single                                                                                        |
| Breakout                                                 | 1983 | Staying Alive Soundtrack                                                                      | Barry Gibb, Maurice Gibb, Robin Gibb                                               | Barry Gibb                                                                                        |                                                                                               |
| Bridges Crossing Rivers                                  | 1968 | Idea                                                                                          | Barry Gibb, Maurice Gibb, Robin Gibb                                               | Barry Gibb, Robin Gibb                                                                            | 2006 reissue                                                                                  |
| Bring Out the Thoughts in Me                             | 1971 | Trafalgar                                                                                     | Barry Gibb, Robin Gibb                                                             | ?                                                                                                 |                                                                                               |
| Bunbury Afternoon                                        | 1986 | The Bunbury Tails                                                                             | Barry Gibb, Maurice Gibb, Robin Gibb, David English                                | Barry Gibb                                                                                        |                                                                                               |
| Bury Me Down By The River                                | 1969 | Cucumber Castle                                                                               | Barry Gibb, Maurice Gibb                                                           | Barry Gibb                                                                                        |                                                                                               |
| Butterfly                                                | 1966 | Brilliant from Birth                                                                          | Barry Gibb, Maurice Gibb, Robin Gibb                                               | Barry Gibb                                                                                        | Erstveröffentlichung: Inception / Nostalgia LP                                                |
| C’mon Tappelais                                          | 1971 | Trafalgar                                                                                     |                                                                                    | ?                                                                                                 |                                                                                               |
| Can’t Keep A Good Man Down                               | 1976 | Children of the World                                                                         | Barry Gibb, Maurice Gibb, Robin Gibb                                               | Barry Gibb, Robin Gibb                                                                            |                                                                                               |
| Can’t Keep A Good Man Down (Live)                        | 1977 | Here At Last ...Live                                                                          | Barry Gibb, Maurice Gibb, Robin Gibb                                               | Barry Gibb, Robin Gibb                                                                            |                                                                                               |
| Can’t You See That She’s Mine                            | 1964 |                                                                                               | Dave Clark, Mike Smith (Dave Clark Five 1964)                                      | Barry Gibb                                                                                        | Fernsehausstrahlung                                                                           |
| Carry That Weight                                        | 1975 | All This And World War II                                                                     | John Lennon, Paul McCartney (The Beatles 1969)                                     | Barry Gibb                                                                                        |                                                                                               |
| Castles In The Air                                       | 1972 | A Kick In The Head Is Worth Eight In The Pants                                                | Barry Gibb, Maurice Gibb, Robin Gibb                                               | Barry Gibb, Robin Gibb                                                                            | nur in den USA 1990 veröffentlicht                                                            |
| Charade                                                  | 1974 | Mr. Natural                                                                                   | Barry Gibb, Robin Gibb                                                             | Barry Gibb                                                                                        | Single                                                                                        |
| Cherry Red                                               | 1966 | Brilliant from Birth                                                                          | Barry Gibb                                                                         | Barry Gibb, Robin Gibb                                                                            | Erstveröffentlichung : I WANT HOME Single                                                     |
| Children of the World                                    | 1976 | Children of the World                                                                         | Barry Gibb, Maurice Gibb, Robin Gibb                                               | Barry Gibb                                                                                        | Single, nur in Europa und Australien veröffentlicht                                           |
| Chocolate Symphony                                       | 1968 | Idea                                                                                          | Barry Gibb, Maurice Gibb, Robin Gibb                                               | Barry Gibb                                                                                        | 2006 reissue                                                                                  |
| Cigarette                                                | 1971 | Trafalgar                                                                                     |                                                                                    | ?                                                                                                 |                                                                                               |
| City of Angels                                           | 1981 | Living Eyes                                                                                   | Barry Gibb, Maurice Gibb, Robin Gibb                                               | Barry Gibb                                                                                        |                                                                                               |
| Claustrophobia                                           | 1965 | The Bee Gees Sing and Play 14 Barry Gibb Songs                                                | Barry Gibb                                                                         | Barry Gibb                                                                                        | Erstveröffentlichung: Single (nur Australien)                                                 |
| Close Another Door                                       | 1967 | Bee Gees’ 1st                                                                                 | Barry Gibb, Maurice Gibb, Robin Gibb                                               | Barry Gibb, Robin Gibb                                                                            |                                                                                               |
| Closer Than Close                                        | 1997 | Still Waters                                                                                  | Barry Gibb, Maurice Gibb, Robin Gibb                                               | Maurice Gibb                                                                                      |                                                                                               |
| Closer Than Close (Live)                                 | 1997 | One Night Only                                                                                | Barry Gibb, Maurice Gibb, Robin Gibb                                               | Maurice Gibb                                                                                      |                                                                                               |
| Coalman                                                  | 1966 | Brilliant from Birth                                                                          | Barry Gibb                                                                         | Barry Gibb, Maurice Gibb, Robin Gibb                                                              | Erstveröffentlichung: Inception / Nostalgia LP                                                |
| Come Home Johnny Bridie                                  | 1972 | Life in a Tin Can                                                                             | Barry Gibb                                                                         | Barry Gibb                                                                                        |                                                                                               |
| Come On Over                                             | 1975 | Main Course                                                                                   | Barry Gibb, Robin Gibb                                                             | Barry Gibb, Robin Gibb                                                                            | Hit Olivia Newton-John                                                                        |
| Come On Over (Live)                                      | 1977 | Here At Last ...Live                                                                          | Barry Gibb, Robin Gibb                                                             | Barry Gibb, Robin Gibb                                                                            |                                                                                               |
| Come Some Christmas Eve Or Halloween                     | 1968 | Idea                                                                                          | Barry Gibb, Maurice Gibb, Robin Gibb                                               | Robin Gibb                                                                                        | 2006 reissue                                                                                  |
| Como ayudas a un corazon roto?                           | 1971 | Trafalgar                                                                                     |                                                                                    |                                                                                                   | Spanische Version von „How Can You Mend a Broken Heart?“, nur in Mexiko veröffentlicht        |
| Completely Unoriginal                                    | 1968 | Idea                                                                                          | Barry Gibb, Maurice Gibb, Robin Gibb                                               | Barry Gibb, Robin Gibb                                                                            | 2006 reissue                                                                                  |
| Corre hacia mi                                           | 1972 | To Whom It May Concern                                                                        |                                                                                    |                                                                                                   | Single, Spanische Version von „My World“, nur in Mexiko veröffentlicht                        |
| Could It Be I’m In Love With You                         | 1965 | The Bee Gees Sing and Play 14 Barry Gibb Songs                                                | Barry Gibb                                                                         | Barry Gibb                                                                                        | Erstveröffentlichung: CLAUSTROPHOBIA Single(nur Australien)                                   |
| Country Lanes                                            | 1975 | Main Course                                                                                   | Barry Gibb, Robin Gibb                                                             | Robin Gibb                                                                                        |                                                                                               |
| Country Woman                                            | 1971 | Trafalgar                                                                                     | Maurice Gibb                                                                       | Maurice Gibb                                                                                      |                                                                                               |
| Craise Finton Kirk Royal Academy Of Arts                 | 1967 | Bee Gees’ 1st                                                                                 | Barry Gibb, Robin Gibb                                                             | Robin Gibb                                                                                        | Hit Johnny Young                                                                              |
| Crazy For Your Love                                      | 1987 | E.S.P.                                                                                        | Barry Gibb, Maurice Gibb, Robin Gibb                                               | Barry Gibb                                                                                        | Single                                                                                        |
| Cryin’ Every Day                                         | 1981 | Living Eyes                                                                                   | Barry Gibb, Maurice Gibb, Robin Gibb                                               | Barry Gibb, Robin Gibb                                                                            |                                                                                               |
| Cucumber Castle                                          | 1967 | Bee Gees’ 1st                                                                                 | Barry Gibb, Robin Gibb                                                             | Barry Gibb                                                                                        |                                                                                               |
| Day Time Girl                                            | 1967 | Horizontal                                                                                    | Barry Gibb, Maurice Gibb, Robin Gibb                                               | Barry Gibb                                                                                        |                                                                                               |
| Daydream                                                 | 1966 | Brilliant from Birth                                                                          | John Sebastian (The Lovin’ Spoonful 1966)                                          | Barry Gibb                                                                                        | Single                                                                                        |
| Dear Mr. Kissinger                                       | 1973 | A Kick In The Head Is Worth Eight In The Pants                                                | Barry Gibb, Maurice Gibb, Robin Gibb                                               | Barry Gibb, Robin Gibb                                                                            | nur in den USA 1990 veröffentlicht                                                            |
| Dearest                                                  | 1971 | Trafalgar                                                                                     | Barry Gibb, Robin Gibb                                                             | Barry Gibb, Robin Gibb                                                                            |                                                                                               |
| Decadance                                                | 1993 | Size Isn’t Everything                                                                         | Barry Gibb, Maurice Gibb, Robin Gibb                                               | Barry Gibb                                                                                        | Single Dance-Version von „You Should Be Dancing“ nur im Vereinigten Königreich veröffentlicht |
| Deep in the Dark of the Day                              | 1971 | Trafalgar                                                                                     | Barry Gibb, Maurice Gibb, Robin Gibb                                               | ?                                                                                                 |                                                                                               |
| Deeply, Deeply Me                                        | 1967 | Horizontal                                                                                    | Barry Gibb, Maurice Gibb, Robin Gibb                                               | Robin Gibb                                                                                        | 2007 reissue                                                                                  |
| Déjà Vu                                                  | 2001 | This Is Where I Came In                                                                       | Barry Gibb, Maurice Gibb, Robin Gibb                                               | Robin Gibb                                                                                        |                                                                                               |
| Desire                                                   | 1978 | Spirits Having Flown                                                                          | Barry Gibb, Maurice Gibb, Robin Gibb                                               | Barry Gibb                                                                                        |                                                                                               |
| Dimensions                                               | 1991 | High Civilization                                                                             | Barry Gibb, Maurice Gibb, Robin Gibb                                               | Maurice Gibb                                                                                      |                                                                                               |
| Dogs                                                     | 1974 | Mr. Natural                                                                                   | Barry Gibb, Robin Gibb                                                             | Barry Gibb                                                                                        |                                                                                               |
| Don’t Fall In Love With Me                               | 1981 | Living Eyes                                                                                   | Barry Gibb, Maurice Gibb, Robin Gibb                                               | Robin Gibb                                                                                        |                                                                                               |
| Don’t Forget Me Ida                                      | 1970 | 2 Years On                                                                                    | Barry Gibb                                                                         | Barry Gibb, Robin Gibb                                                                            |                                                                                               |
| Don’t Forget to Remember                                 | 1970 | Cucumber Castle                                                                               | Barry Gibb, Maurice Gibb                                                           | Barry Gibb                                                                                        | Single                                                                                        |
| Don’t Say Goodbye                                        | 1964 | The Bee Gees Sing and Play 14 Barry Gibb Songs                                                | Barry Gibb                                                                         | Barry Gibb                                                                                        | Erstveröffentlichung: PEACE OF MIND Single (nur Australien)                                   |
| Don’t Throw It All Away                                  | 1979 | Don’t Throw It All Away                                                                       |                                                                                    |                                                                                                   | EP-Single aus Amerika                                                                         |
| Don’t Wanna Live Inside Myself                           | 1971 | Trafalgar                                                                                     | Barry Gibb                                                                         | Barry Gibb                                                                                        | Single                                                                                        |
| Down The Road                                            | 1974 | Mr. Natural                                                                                   | Barry Gibb, Robin Gibb                                                             | Barry Gibb                                                                                        |                                                                                               |
| Down The Road (Live)                                     | 1977 | Here At Last ...Live                                                                          | Barry Gibb, Robin Gibb                                                             | Barry Gibb                                                                                        |                                                                                               |
| Down To Earth                                            | 1968 | Idea                                                                                          | Barry Gibb, Maurice Gibb, Robin Gibb                                               | Robin Gibb                                                                                        |                                                                                               |
| E.S.P.                                                   | 1987 | E.S.P.                                                                                        | Barry Gibb, Maurice Gibb, Robin Gibb                                               | Barry Gibb                                                                                        | Single                                                                                        |
| Edge of the Universe                                     | 1975 | Main Course                                                                                   | Barry Gibb, Maurice Gibb, Robin Gibb                                               | Barry Gibb                                                                                        |                                                                                               |
| Edge of the Universe (Live)                              | 1977 | Here At Last ...Live                                                                          | Barry Gibb, Maurice Gibb, Robin Gibb                                               | Barry Gibb                                                                                        | Single                                                                                        |
| Edison                                                   | 1969 | Odessa                                                                                        | Barry Gibb, Maurice Gibb, Robin Gibb                                               | Barry Gibb, Robin Gibb                                                                            |                                                                                               |
| Elisa                                                    | 1973 | A Kick in the Head Is Worth Eight in the Pants                                                | Barry Gibb, Maurice Gibb, Robin Gibb                                               | Barry Gibb, Maurice Gibb, Robin Gibb                                                              | nur in den USA 1990 veröffentlicht                                                            |
| Ellan Vannin                                             | 1971 | Swan Songs - Rare Recordings Vol 12                                                           | Eliza Craven Green                                                                 | Barry Gibb, Maurice Gibb, Robin Gibb                                                              |                                                                                               |
| Embrace                                                  | 2001 | This Is Where I Came In                                                                       | Robin Gibb                                                                         | Robin Gibb                                                                                        |                                                                                               |
| Emotion                                                  | 2001 | The Record - Their Greatest Hits                                                              | Barry Gibb, Robin Gibb                                                             | Barry Gibb                                                                                        | Samantha Sang                                                                                 |
| End of My Song                                           | 1967 | Bee Gees’ 1st                                                                                 | Barry Gibb, Robin Gibb                                                             | Barry Gibb                                                                                        |                                                                                               |
| Engines, Aeroplanes                                      | 1971 | Trafalgar                                                                                     | Barry Gibb, Maurice Gibb, Robin Gibb                                               | Robin Gibb                                                                                        |                                                                                               |
| Every Christian Lion Hearted Man Will Show You           | 1967 | Bee Gees’ 1st                                                                                 | Barry Gibb, Maurice Gibb, Robin Gibb                                               | Barry Gibb                                                                                        |                                                                                               |
| Every Morning, Every Night (The Only Way)                | 1969 | Cucumber Castle                                                                               | Barry Gibb                                                                         | Barry Gibb                                                                                        |                                                                                               |
| Every Second, Every Minute                               | 1970 | 2 Years On                                                                                    | Barry Gibb                                                                         | Barry Gibb                                                                                        |                                                                                               |
| Everyday I Have To Cry                                   | 1965 | Brilliant from Birth                                                                          | Arthur Alexander (Steve Alaimo 1963)                                               | Barry Gibb                                                                                        | Erstveröffentlichung: Single (nur Australien)                                                 |
| Everytime I See You Smile                                | 1969 | Cucumber Castle                                                                               | Barry Gibb, Maurice Gibb                                                           | Barry Gibb, Maurice Gibb                                                                          |                                                                                               |
| Evolution                                                | 1991 | High Civilization                                                                             | Barry Gibb, Maurice Gibb, Robin Gibb                                               | Barry Gibb                                                                                        |                                                                                               |
| Exit Stage Right                                         | 1966 | Brilliant from Birth                                                                          | Barry Gibb, Maurice Gibb, Robin Gibb                                               | Barry Gibb                                                                                        | Erstveröffentlichung: Inception / Nostalgia LP                                                |
| Fallen Angel                                             | 1993 | Size Isn’t Everything                                                                         | Barry Gibb, Maurice Gibb, Robin Gibb                                               | Robin Gibb                                                                                        |                                                                                               |
| Fanny (Be Tender with My Love)                           | 1975 | Main Course                                                                                   | Barry Gibb, Maurice Gibb, Robin Gibb                                               | Barry Gibb                                                                                        | Single                                                                                        |
| Fantasy                                                  | 1970 | 2 Years On                                                                                    | Barry Gibb, Maurice Gibb, Robin Gibb                                               | ?                                                                                                 |                                                                                               |
| First of May                                             | 1969 | Odessa                                                                                        | Barry Gibb, Maurice Gibb, Robin Gibb                                               | Barry Gibb                                                                                        | Single                                                                                        |
| Flesh and Blood                                          | 1989 | One                                                                                           | Barry Gibb, Maurice Gibb, Robin Gibb                                               | Robin Gibb                                                                                        |                                                                                               |
| Follow The Wind                                          | 1965 | The Bee Gees Sing and Play 14 Barry Gibb Songs                                                | Barry Gibb                                                                         | Barry Gibb, Robin Gibb                                                                            | Erstveröffentlichung: WINE AND WOMEN Single (nur Australien)                                  |
| For Whom The Bell Tolls                                  | 1993 | Size Isn’t Everything                                                                         | Barry Gibb, Maurice Gibb, Robin Gibb                                               | Barry Gibb, Robin Gibb                                                                            | Single                                                                                        |
| Forever                                                  | 1966 | Brilliant from Birth                                                                          | Barry Gibb, Maurice Gibb, Robin Gibb                                               | Barry Gibb                                                                                        | Erstveröffentlichung: Inception/Nostalgia LP                                                  |
| From Me To You                                           | 1964 |                                                                                               | Paul McCartney, John Lennon (The Beatles 1963)                                     | Barry Gibb                                                                                        | Fernsehausstrahlung                                                                           |
| Gena’s Theme                                             | 1968 | Idea                                                                                          | Barry Gibb, Maurice Gibb, Robin Gibb                                               | Instrumental                                                                                      | 2006 reissue                                                                                  |
| Getting Better                                           | 1978 | Sgt. Pepper’s Lonely Hearts Club Band                                                         | John Lennon, Paul McCartney (The Beatles 1967)                                     | Barry Gibb, Maurice Gibb, Robin Gibb, Peter Frampton                                              |                                                                                               |
| Ghost Train                                              | 1991 | High Civilization                                                                             | Barry Gibb, Maurice Gibb, Robin Gibb                                               | Barry Gibb, Robin Gibb                                                                            |                                                                                               |
| Gilbert Green                                            | 1967 | Bee Gees’ 1st                                                                                 | Barry Gibb, Maurice Gibb, Robin Gibb                                               | Barry Gibb, Robin Gibb                                                                            | 2006 Reissue                                                                                  |
| Give A Hand, Take A Hand                                 | 1969 | Mr. Natural                                                                                   | Barry Gibb, Maurice Gibb                                                           | Barry Gibb                                                                                        |                                                                                               |
| Give Your Best                                           | 1969 | Odessa                                                                                        | Barry Gibb, Maurice Gibb, Robin Gibb                                               | Barry Gibb                                                                                        |                                                                                               |
| Giving Up The Ghost                                      | 1987 | E.S.P.                                                                                        | Barry Gibb, Maurice Gibb, Robin Gibb                                               | Robin Gibb                                                                                        |                                                                                               |
| Glass house                                              | 1966 | Spicks And Specks                                                                             | Barry Gibb                                                                         | Robin Gibb                                                                                        |                                                                                               |
| Go Tell Cheyenne                                         | 1969 | Cucumber Castle                                                                               | Barry Gibb, Maurice Gibb                                                           | Barry Gibb                                                                                        |                                                                                               |
| Golden Slumbers                                          | 1976 | All This And World War II                                                                     | John Lennon, Paul McCartney (The Beatles 1969)                                     | Barry Gibb, Maurice Gibb, Robin Gibb                                                              |                                                                                               |
| Golden Slumbers                                          | 1978 | Sgt. Pepper’s Lonely Hearts Club Band                                                         | John Lennon, Paul McCartney (The Beatles 1969)                                     | Barry Gibb, Maurice Gibb, Robin Gibb, Peter Frampton                                              |                                                                                               |
| Good Morning, Good Morning                               | 1978 | Sgt. Pepper’s Lonely Hearts Club Band                                                         | John Lennon, Paul McCartney                                                        | Barry Gibb, Maurice Gibb, Robin Gibb, Paul Nicholas, Peter Frampton                               |                                                                                               |
| Granny’s Mr. Dog                                         | 1967 | Horizontal                                                                                    | Barry Gibb, Maurice Gibb, Robin Gibb                                               | Barry Gibb                                                                                        |                                                                                               |
| Grease (Live)                                            | 1997 | One Night Only                                                                                | Barry Gibb                                                                         | Barry Gibb, Frankie Valli                                                                         | Frankie Valli # 1 1978                                                                        |
| Guilty (Live)                                            | 1997 | One Night Only                                                                                | Barry Gibb, Maurice Gibb, Robin Gibb                                               | Barry Gibb                                                                                        |                                                                                               |
| Had A Lot Of Love Last Night                             | 1974 | Mr. Natural                                                                                   | Barry Gibb, Maurice Gibb, Robin Gibb                                               | Barry Gibb                                                                                        |                                                                                               |
| Hallelujah I Love Her So                                 | 1966 | Brilliant from Birth                                                                          | Ray Charles                                                                        | Barry Gibb                                                                                        | Erstveröffentlichung: Inception/Nostalgia LP                                                  |
| Happy Ever After                                         | 1991 | High Civilization                                                                             | Barry Gibb, Maurice Gibb, Robin Gibb                                               | Barry Gibb                                                                                        | Single                                                                                        |
| Hark! The Herald Angels Sing                             | 1967 | Horizontal                                                                                    | Charles Wesley 1739                                                                | Barry Gibb, Robin Gibb                                                                            | 2007 reissue                                                                                  |
| Harry’s Gate                                             | 1973 | A Kick In The Head Is Worth Eight In The Pants                                                | Barry Gibb, Maurice Gibb, Robin Gibb                                               | Barry Gibb, Robin Gibb                                                                            | nur in den USA 1990 veröffentlicht                                                            |
| Harry Braff                                              | 1967 | Bee Gees’ 1st                                                                                 | Barry Gibb, Maurice Gibb, Robin Gibb                                               | Robin Gibb                                                                                        |                                                                                               |
| Haunted House                                            | 1993 | Size Isn’t Everything                                                                         | Barry Gibb, Maurice Gibb, Robin Gibb                                               | Barry Gibb                                                                                        |                                                                                               |
| He’s a Liar                                              | 1981 | Living Eyes                                                                                   | Barry Gibb, Maurice Gibb, Robin Gibb                                               | Barry Gibb                                                                                        | Single                                                                                        |
| Heart Like Mine                                          | 1993 | Size Isn’t Everything                                                                         | Barry Gibb, Maurice Gibb, Robin Gibb                                               | Barry Gibb, Robin Gibb                                                                            |                                                                                               |
| Heart (Stop Beating in Time)                             | 1981 | Living Eyes                                                                                   | Barry Gibb, Maurice Gibb, Robin Gibb                                               | Barry Gibb                                                                                        |                                                                                               |
| Heartbreaker                                             | 1995 | The Record - Their Greatest Hits                                                              | Barry Gibb, Maurice Gibb, Robin Gibb                                               | Barry Gibb                                                                                        | Dionne Warwick # 10 1982                                                                      |
| Heartbreaker (Live)                                      | 1997 | One Night Only                                                                                | Barry Gibb, Maurice Gibb, Robin Gibb                                               | Barry Gibb                                                                                        |                                                                                               |
| Heat of the Night                                        | 1981 | Living Eyes                                                                                   | Barry Gibb, Maurice Gibb, Robin Gibb                                               | Barry Gibb                                                                                        |                                                                                               |
| Heavy Breathing                                          | 1974 | Mr. Natural                                                                                   | Barry Gibb, Robin Gibb                                                             | Barry Gibb                                                                                        |                                                                                               |
| Here I Am                                                | 1965 | Little Miss Rhythm And Blues                                                                  | Barry Gibb                                                                         | Barry Gibb, Maurice Gibb, Robin Gibb, Trevor Gordon                                               | nur auf dieser Single erhältlich                                                              |
| High and Windy Mountain                                  | 1969 | Cucumber Castle                                                                               | Barry Gibb, Maurice Gibb                                                           | Barry Gibb                                                                                        |                                                                                               |
| High Civilization                                        | 1991 | High Civilization                                                                             | Barry Gibb, Maurice Gibb, Robin Gibb                                               | Barry Gibb                                                                                        |                                                                                               |
| Hold Her in Your Hand                                    | 1981 | Living Eyes                                                                                   | Barry Gibb, Maurice Gibb, Robin Gibb                                               | Maurice Gibb                                                                                      |                                                                                               |
| Holiday                                                  | 1967 | Bee Gees’ 1st                                                                                 | Barry Gibb, Robin Gibb                                                             | Barry Gibb, Robin Gibb                                                                            | Single                                                                                        |
| Holiday (Live)                                           | 1977 | Here At Last ...Live                                                                          | Barry Gibb, Robin Gibb                                                             | Barry Gibb, Robin Gibb                                                                            |                                                                                               |
| Home Again Rivers                                        | 1972 | A Kick In The Head Is Worth Eight In The Pants                                                | Barry Gibb, Maurice Gibb, Robin Gibb                                               | Robin Gibb                                                                                        | nur in den USA 1990 veröffentlicht                                                            |
| Horizontal                                               | 1967 | Horizontal                                                                                    | Barry Gibb, Maurice Gibb, Robin Gibb                                               | Barry Gibb                                                                                        |                                                                                               |
| Horizontal (Live)                                        | 1968 | In Concert '68 (LP)                                                                           | Barry Gibb, Maurice Gibb, Robin Gibb                                               | Barry Gibb                                                                                        |                                                                                               |
| House Of Lords                                           | 1967 | Bee Gees’ 1st                                                                                 | Barry Gibb, Maurice Gibb, Robin Gibb                                               | Robin Gibb                                                                                        | 2006 Reissue                                                                                  |
| House Of Shame                                           | 1989 | One                                                                                           | Barry Gibb, Maurice Gibb, Robin Gibb                                               | Maurice Gibb                                                                                      |                                                                                               |
| House Without Windows                                    | 1965 | Assault the Vaults                                                                            | Barry Gibb, Maurice Gibb, Robin Gibb, Trevor Gordon                                |                                                                                                   | Erstveröffentlichung: Single (nur Australien)                                                 |
| How Can You Mend a Broken Heart                          | 1971 | Trafalgar                                                                                     | Barry Gibb, Maurice Gibb, Robin Gibb                                               | Barry Gibb, Robin Gibb                                                                            | Single                                                                                        |
| How Can You Mend a Broken Heart (Live)                   | 1977 | Here At Last ...Live                                                                          | Barry Gibb, Maurice Gibb, Robin Gibb                                               | Barry Gibb, Robin Gibb                                                                            |                                                                                               |
| How Deep Is Your Love                                    | 1977 | Saturday Night Fever: The Original Movie Sound Track                                          | Barry Gibb, Maurice Gibb, Robin Gibb                                               | Barry Gibb, Robin Gibb                                                                            | Single                                                                                        |
| How Deep Is Your Love (Live)                             | 1997 | One Night Only                                                                                | Barry Gibb, Maurice Gibb, Robin Gibb                                               | Barry Gibb, Robin Gibb                                                                            |                                                                                               |
| How Love Was True                                        | 1965 | The Bee Gees Sing and Play 14 Barry Gibb Songs                                                | Barry Gibb                                                                         | Robin Gibb                                                                                        |                                                                                               |
| How Many Birds                                           | 1966 | Spicks And Specks                                                                             | Barry Gibb                                                                         | Barry Gibb                                                                                        |                                                                                               |
| How to Fall in Love, Part 1                              | 1993 | Size Isn’t Everything                                                                         | Barry Gibb, Maurice Gibb, Robin Gibb                                               | Barry Gibb                                                                                        | Single                                                                                        |
| Human Sacrifice                                          | 1991 | High Civilization                                                                             | Barry Gibb, Maurice Gibb, Robin Gibb                                               | Barry Gibb                                                                                        |                                                                                               |
| I’ll Know What To Do                                     | 1966 | Brilliant from Birth                                                                          | Barry Gibb, Maurice Gibb, Robin Gibb                                               | Barry Gibb, Robin Gibb                                                                            | Erstveröffentlichung: Inception/Nostalgia LP                                                  |
| I’m Satisfied                                            | 1979 | Spirits Having Flown                                                                          | Barry Gibb, Maurice Gibb, Robin Gibb                                               | Barry Gibb                                                                                        |                                                                                               |
| I’m Satisfied                                            | 1978 | Spirits Having Flown                                                                          | Barry Gibb, Maurice Gibb, Robin Gibb                                               | Barry Gibb                                                                                        |                                                                                               |
| I’m Weeping                                              | 1970 | 2 Years On                                                                                    | Robin Gibb                                                                         | Robin Gibb                                                                                        |                                                                                               |
| I’ve Got To Learn                                        | 1967 | Bee Gees’ 1st                                                                                 | Barry Gibb, Maurice Gibb, Robin Gibb                                               | Robin Gibb                                                                                        | 2006 Reissue                                                                                  |
| I’ve Gotta Get a Message to You                          | 1968 | Idea                                                                                          | Barry Gibb, Maurice Gibb, Robin Gibb                                               | Barry Gibb, Robin Gibb                                                                            | Single                                                                                        |
| I’ve Gotta Get a Message to You (Live)                   | 1977 | Here At Last ...Live                                                                          | Barry Gibb, Maurice Gibb, Robin Gibb                                               | Barry Gibb, Robin Gibb                                                                            |                                                                                               |
| I’ve Gotta Get a Message to You (Live)                   | 1997 | One Night Only                                                                                | Barry Gibb, Maurice Gibb, Robin Gibb                                               | Barry Gibb, Robin Gibb                                                                            | 1999 Reissue                                                                                  |
| I Am the World                                           | 1966 | Spicks And Specks                                                                             | Barry Gibb, Maurice Gibb, Robin Gibb                                               | Robin Gibb                                                                                        |                                                                                               |
| I Can Bring Love                                         | 1972 | To Whom It May Concern                                                                        | Barry Gibb                                                                         | Barry Gibb                                                                                        |                                                                                               |
| I Can Lift a Mountain                                    | 1968 | Idea                                                                                          | Barry Gibb, Maurice Gibb, Robin Gibb                                               | Robin Gibb                                                                                        |                                                                                               |
| I Can’t Let You Go                                       | 1974 | Mr. Natural                                                                                   | Barry Gibb, Maurice Gibb, Robin Gibb                                               | Barry Gibb                                                                                        |                                                                                               |
| I Can’t See Nobody                                       | 1967 | Bee Gees’ 1st                                                                                 | Barry Gibb, Robin Gibb                                                             | Robin Gibb                                                                                        | Single                                                                                        |
| I Can’t See Nobody (Live)                                | 1977 | Here At Last ...Live                                                                          | Barry Gibb, Robin Gibb                                                             | Robin Gibb                                                                                        |                                                                                               |
| I Can’t See Nobody (Live)                                | 1997 | One Night Only                                                                                | Barry Gibb, Robin Gibb                                                             | Robin Gibb                                                                                        |                                                                                               |
| I Can Bring Love                                         | 1972 | To Whom It May Concern                                                                        | Barry Gibb                                                                         | Barry Gibb                                                                                        |                                                                                               |
| I Close My Eyes                                          | 1967 | Bee Gees’ 1st                                                                                 | Barry Gibb, Maurice Gibb, Robin Gibb                                               | Barry Gibb, Robin Gibb                                                                            |                                                                                               |
| I Could Not Love You More                                | 1997 | Still Waters                                                                                  | Barry Gibb, Maurice Gibb, Robin Gibb                                               | Barry Gibb                                                                                        | Single                                                                                        |
| I Don’t Know Why I Bother With Myself                    | 1966 | Spicks And Specks                                                                             | Barry Gibb                                                                         | Robin Gibb                                                                                        |                                                                                               |
| I Don’t Think It’s Funny                                 | 1965 | The Bee Gees Sing and Play 14 Barry Gibb Songs                                                | Barry Gibb                                                                         | Robin Gibb                                                                                        |                                                                                               |
| I Don’t Wanna Be The One                                 | 1972 | Life in a Tin Can                                                                             | Barry Gibb                                                                         | Barry Gibb, Robin Gibb                                                                            |                                                                                               |
| I Have Decided To Join The Air Force                     | 1968 | Idea                                                                                          | Barry Gibb, Maurice Gibb, Robin Gibb                                               | Robin Gibb                                                                                        |                                                                                               |
| I Held A Party                                           | 1972 | To Whom It May Concern                                                                        | Barry Gibb, Maurice Gibb, Robin Gibb                                               | Barry Gibb, Robin Gibb                                                                            |                                                                                               |
| I Laugh In Your Face                                     | 1969 | Odessa                                                                                        | Barry Gibb, Maurice Gibb, Robin Gibb                                               | Barry Gibb                                                                                        |                                                                                               |
| I Lay Down and Die                                       | 1970 | Cucumber Castle                                                                               | Barry Gibb, Maurice Gibb                                                           | Barry Gibb                                                                                        |                                                                                               |
| I Love You Because                                       | 1966 | Brilliant from Birth                                                                          | Leon Payne 1949                                                                    | Barry Gibb                                                                                        | Erstveröffentlichung: Inception/Nostalgia LP                                                  |
| I Love You Too Much                                      | 1983 | Staying Alive Soundtrack                                                                      | Barry Gibb, Maurice Gibb, Robin Gibb                                               | Barry Gibb, David Sanborn                                                                         |                                                                                               |
| I Started a Joke                                         | 1968 | Idea                                                                                          | Barry Gibb, Maurice Gibb, Robin Gibb                                               | Robin Gibb                                                                                        | Single                                                                                        |
| I Started a Joke (Live)                                  | 1977 | Here At Last ...Live                                                                          | Barry Gibb, Maurice Gibb, Robin Gibb                                               | Robin Gibb                                                                                        |                                                                                               |
| I Started a Joke (Live)                                  | 1997 | One Night Only                                                                                | Barry Gibb, Maurice Gibb, Robin Gibb                                               | Robin Gibb                                                                                        |                                                                                               |
| I Still Love You                                         | 1981 | Living Eyes                                                                                   | Barry Gibb, Maurice Gibb, Robin Gibb                                               | Robin Gibb                                                                                        |                                                                                               |
| I Surrender                                              | 1997 | Still Waters                                                                                  | Barry Gibb, Maurice Gibb, Robin Gibb                                               | Barry Gibb                                                                                        |                                                                                               |
| I Want Home                                              | 1965 | Brilliant from Birth                                                                          | Barry Gibb                                                                         | Barry Gibb                                                                                        | Erstveröffentlichung: Single (nur Australien)                                                 |
| I Want You (She’s So Heavy)                              | 1978 | Sgt. Pepper’s Lonely Hearts Club Band                                                         | John Lennon, Paul McCartney (The Beatles 1969)                                     | Barry Gibb, Maurice Gibb, Robin Gibb, Dianne Steinberg, Paul Nicholas, Donald Pleasence, Stargard |                                                                                               |
| I Was A Lover, A Leader Of Men                           | 1965 | The Bee Gees Sing and Play 14 Barry Gibb Songs                                                | Barry Gibb                                                                         | Barry Gibb                                                                                        | Erstveröffentlichung: Single                                                                  |
| I Was The Child                                          | 1970 | Cucumber Castle                                                                               | Barry Gibb, Maurice Gibb                                                           | Barry Gibb                                                                                        |                                                                                               |
| I Will                                                   | 1997 | Still Waters                                                                                  | Barry Gibb, Maurice Gibb, Robin Gibb                                               | Barry Gibb, Robin Gibb                                                                            |                                                                                               |
| I Will Be There                                          | 2001 | This Is Where I Came In                                                                       | Barry Gibb, Maurice Gibb, Robin Gibb                                               | Barry Gibb, Robin Gibb                                                                            |                                                                                               |
| I.O.I.O.                                                 | 1970 | Cucumber Castle                                                                               | Barry Gibb, Maurice Gibb                                                           | Barry Gibb                                                                                        | Single                                                                                        |
| Idea                                                     | 1968 | Idea                                                                                          | Barry Gibb, Maurice Gibb, Robin Gibb                                               | Barry Gibb                                                                                        |                                                                                               |
| If I Can’t Have You (The Disco Boys Remix)               | 2007 | If I Can’t Have You                                                                           | Barry Gibb, Maurice Gibb, Robin Gibb                                               | Barry Gibb                                                                                        | Single                                                                                        |
| If Only I Had My Mind on Something Else                  | 1970 | Cucumber Castle                                                                               | Barry Gibb, Maurice Gibb                                                           | Barry Gibb                                                                                        | Single                                                                                        |
| Immortality                                              | 2001 | The Record - Their Greatest Hits                                                              | Barry Gibb, Maurice Gibb, Robin Gibb                                               | Barry Gibb, Maurice Gibb, Robin Gibb                                                              |                                                                                               |
| Immortality                                              | 1997 | One Night Only                                                                                | Barry Gibb, Maurice Gibb, Robin Gibb                                               | Barry Gibb, Maurice Gibb, Robin Gibb, Céline Dion                                                 | Single                                                                                        |
| In My Own Time                                           | 1967 | Bee Gees’ 1st                                                                                 | Barry Gibb, Robin Gibb                                                             | Barry Gibb                                                                                        |                                                                                               |
| In the Middle of the Grass                               | 1968 | Idea                                                                                          | Barry Gibb, Maurice Gibb, Robin Gibb                                               | Barry Gibb                                                                                        |                                                                                               |
| In The Summer Of His Years                               | 1968 | Idea                                                                                          | Barry Gibb, Maurice Gibb, Robin Gibb                                               | Barry Gibb, Robin Gibb                                                                            |                                                                                               |
| Indian Gin and Whiskey Dry                               | 1968 | Idea                                                                                          | Barry Gibb, Maurice Gibb, Robin Gibb                                               | Robin Gibb                                                                                        |                                                                                               |
| Irresistible Force                                       | 1997 | Still Waters                                                                                  | Barry Gibb, Maurice Gibb, Robin Gibb                                               | Barry Gibb, Robin Gibb                                                                            |                                                                                               |
| Irresponsible, Unreliable, Indispensable Blues           | 1971 | Trafalgar                                                                                     | Barry Gibb, Maurice Gibb, Robin Gibb                                               | ?                                                                                                 |                                                                                               |
| Islands in the Stream                                    | 1997 | The Record - Their Greatest Hits                                                              | Barry Gibb, Maurice Gibb, Robin Gibb                                               | Barry Gibb, Maurice Gibb                                                                          | Kenny Rogers & Dolly Parton #1 1983                                                           |
| Islands in the Stream (Live)                             | 1997 | One Night Only                                                                                | Barry Gibb, Maurice Gibb, Robin Gibb                                               | Barry Gibb, Maurice Gibb                                                                          |                                                                                               |
| Israel                                                   | 1971 | Trafalgar                                                                                     | Barry Gibb                                                                         | Barry Gibb                                                                                        | Single                                                                                        |
| It Doesn’t Matter Much to Me                             | 1972 | A Kick in the Head Is Worth Eight in the Pants                                                | Barry Gibb, Maurice Gibb, Robin Gibb                                               | Barry Gibb, Robin Gibb                                                                            | nur in den USA 1990 veröffentlicht                                                            |
| It’s All Wrong                                           | 1972 | To Whom It May Concern                                                                        | Barry Gibb, Maurice Gibb, Robin Gibb                                               | ?                                                                                                 |                                                                                               |
| It’s Just The Way                                        | 1971 | Trafalgar                                                                                     | Maurice Gibb                                                                       | Maurice Gibb                                                                                      |                                                                                               |
| It’s My Neighborhood                                     | 1989 | One                                                                                           | Barry Gibb, Maurice Gibb, Robin Gibb                                               | Barry Gibb                                                                                        |                                                                                               |
| Jingle Jangle                                            | 1966 | Spicks And Specks                                                                             | Barry Gibb                                                                         | Robin Gibb                                                                                        |                                                                                               |
| Jesus In Heaven                                          | 1973 | A Kick In The Head Is Worth Eight In The Pants                                                | Barry Gibb                                                                         | Barry Gibb                                                                                        | nur in den USA 1990 veröffentlicht                                                            |
| Jive Talkin’                                             | 1975 | Main Course                                                                                   | Barry Gibb, Maurice Gibb, Robin Gibb                                               | Barry Gibb                                                                                        | Single                                                                                        |
| Jive Talkin’ (Live)                                      | 1977 | Here At Last ...Live                                                                          | Barry Gibb, Maurice Gibb, Robin Gibb                                               | Barry Gibb                                                                                        |                                                                                               |
| Julia                                                    | 1969 | Cucumber Castle                                                                               | Barry Gibb, Maurice Gibb                                                           | Maurice Gibb                                                                                      |                                                                                               |
| Jumbo                                                    | 1968 | Idea                                                                                          | Barry Gibb, Maurice Gibb, Robin Gibb                                               | Barry Gibb                                                                                        | 2006 reissue                                                                                  |
| Just In Case                                             | 2001 | This Is Where I Came In                                                                       | Barry Gibb, Maurice Gibb, Robin Gibb                                               | Robin Gibb                                                                                        |                                                                                               |
| Just One Look                                            | 1964 |                                                                                               | Doris Payne, Gregory Carroll                                                       | Barry Gibb                                                                                        | Fernsehausstrahlung                                                                           |
| Kilburn Towers                                           | 1968 | Idea                                                                                          | Barry Gibb, Maurice Gibb, Robin Gibb                                               | Barry Gibb                                                                                        |                                                                                               |
| King and Country                                         | 1973 | A Kick in the Head Is Worth Eight in the Pants                                                | Barry Gibb, Maurice Gibb, Robin Gibb                                               | Barry Gibb                                                                                        | nur in den USA 1990 veröffentlicht                                                            |
| Kiss Of Life                                             | 1993 | Size Isn’t Everything                                                                         | Barry Gibb, Maurice Gibb, Robin Gibb                                               | Barry Gibb                                                                                        | Single                                                                                        |
| Kitty Can                                                | 1968 | Idea                                                                                          | Barry Gibb, Maurice Gibb, Robin Gibb                                               | Barry Gibb, Maurice Gibb                                                                          |                                                                                               |
| Lamplight                                                | 1969 | Odessa                                                                                        | Barry Gibb, Maurice Gibb, Robin Gibb                                               | Robin Gibb                                                                                        | Single                                                                                        |
| Lay Down and Sleep                                       | 1972 | To Whom It May Concern                                                                        | Barry Gibb, Maurice Gibb, Robin Gibb                                               | ?                                                                                                 |                                                                                               |
| Lay It On Me                                             | 1970 | 2 Years On                                                                                    | Maurice Gibb                                                                       | Maurice Gibb                                                                                      |                                                                                               |
| Lemons Never Forget                                      | 1967 | Horizontal                                                                                    | Barry Gibb, Maurice Gibb, Robin Gibb                                               | Barry Gibb                                                                                        |                                                                                               |
| Let Me Love You                                          | 1959 |                                                                                               | Barry Gibb                                                                         |                                                                                                   | Fernsehauftritt                                                                               |
| Let There Be Love                                        | 1968 | Idea                                                                                          | Barry Gibb, Maurice Gibb, Robin Gibb                                               | Barry Gibb, Robin Gibb                                                                            | Single                                                                                        |
| Let Your Heart Out                                       | 1968 | Idea                                                                                          | Barry Gibb, Maurice Gibb, Robin Gibb                                               | Barry Gibb, Robin Gibb                                                                            |                                                                                               |
| Life                                                     | 1967 | Bee Gees’ 1st                                                                                 | Barry Gibb, Maurice Gibb, Robin Gibb                                               | ?                                                                                                 |                                                                                               |
| Life Am I Wasting My Time                                | 1973 | A Kick In The Head Is Worth Eight In The Pants                                                | Barry Gibb, Maurice Gibb, Robin Gibb                                               | Barry Gibb, Robin Gibb                                                                            | nur in den USA 1990 veröffentlicht                                                            |
| Life Goes On                                             | 1983 | Staying Alive Soundtrack                                                                      | Barry Gibb, Maurice Gibb, Robin Gibb                                               | Barry Gibb                                                                                        | Single, nur in Japan veröffentlicht                                                           |
| Like Nobody Else                                         | 1966 | Brilliant from Birth                                                                          | Barry Gibb, Maurice Gibb, Robin Gibb                                               | Barry Gibb, Robin Gibb                                                                            | Erstveröffentlichung: Inception / Nostalgia LP                                                |
| Lion In Winter                                           | 1971 | Trafalgar                                                                                     | Barry Gibb, Robin Gibb                                                             | Barry Gibb, Robin Gibb                                                                            |                                                                                               |
| Little Miss Rhythm And Blues                             | 1965 | Little Miss Rhythm And Blues                                                                  | Barry Gibb                                                                         | Robin Gibb, Trevor Gordon                                                                         | Single                                                                                        |
| Little Red Train                                         | 1970 | 2 Years On                                                                                    | Barry Gibb, Maurice Gibb, Robin Gibb                                               | ?                                                                                                 |                                                                                               |
| Live Or Die (Hold Me Like A Child)                       | 1987 | E.S.P.                                                                                        | Barry Gibb, Maurice Gibb, Robin Gibb                                               | Barry Gibb                                                                                        |                                                                                               |
| Living Eyes                                              | 1981 | Living Eyes                                                                                   | Barry Gibb, Maurice Gibb, Robin Gibb                                               | Barry Gibb                                                                                        | Single                                                                                        |
| Living In Chicago                                        | 1972 | Life in a Tin Can                                                                             | Barry Gibb, Maurice Gibb, Robin Gibb                                               | Barry Gibb, Robin Gibb                                                                            |                                                                                               |
| Living Together                                          | 1978 | Spirits Having Flown                                                                          | Barry Gibb, Maurice Gibb, Robin Gibb                                               | Robin Gibb                                                                                        |                                                                                               |
| Lonely Days                                              | 1970 | 2 Years On                                                                                    | Barry Gibb, Maurice Gibb, Robin Gibb                                               | Barry Gibb, Maurice Gibb, Robin Gibb                                                              | Single                                                                                        |
| Lonely Days (Live)                                       | 1977 | Here At Last ...Live                                                                          | Barry Gibb, Maurice Gibb, Robin Gibb                                               | Barry Gibb, Maurice Gibb, Robin Gibb                                                              |                                                                                               |
| Lonely Days (Live)                                       | 1997 | One Night Only                                                                                | Barry Gibb, Maurice Gibb, Robin Gibb                                               | Barry Gibb, Maurice Gibb, Robin Gibb                                                              |                                                                                               |
| Lonely Violin                                            | 1973 | A Kick In The Head Is Worth Eight In The Pants                                                | Barry Gibb, Maurice Gibb, Robin Gibb                                               | Barry Gibb                                                                                        | nur in den USA 1990 veröffentlicht                                                            |
| Lonely Winter                                            | 1966 | Brilliant from Birth                                                                          | Barry Gibb, Maurice Gibb, Robin Gibb                                               | Maurice Gibb                                                                                      | Erstveröffentlichung: Inception/Nostalgia LP                                                  |
| Long Chain On                                            | 1971 | Trafalgar                                                                                     |                                                                                    | ?                                                                                                 |                                                                                               |
| Loose Talk Costs Lives                                   | 2001 | This Is Where I Came In                                                                       | Barry Gibb                                                                         | Barry Gibb                                                                                        |                                                                                               |
| Losers And Lovers                                        | 1972 | A Kick In The Head Is Worth Eight In The Pants                                                | Barry Gibb, Maurice Gibb, Robin Gibb                                               | Barry Gibb, Robin Gibb                                                                            | nur in den USA 1990 veröffentlicht                                                            |
| Lost                                                     | 1970 | 2 Years On                                                                                    | Barry Gibb, Maurice Gibb, Robin Gibb                                               | ?                                                                                                 |                                                                                               |
| Lost In Your Love                                        | 1974 | Mr. Natural                                                                                   | Barry Gibb                                                                         | Barry Gibb                                                                                        |                                                                                               |
| Love Is Blind                                            | 1998 | Too Much Heaven: Songs Of The Brothers Gibb                                                   | Barry Gibb, Maurice Gibb, Robin Gibb                                               | Barry Gibb                                                                                        |                                                                                               |
| Love Me                                                  | 1976 | Children of the World                                                                         | Barry Gibb, Maurice Gibb, Robin Gibb                                               | Barry Gibb, Robin Gibb                                                                            | Hit Yvonne Elliman                                                                            |
| Love Never Dies                                          | 1997 | Still Waters                                                                                  | Barry Gibb, Maurice Gibb, Robin Gibb                                               | Robin Gibb                                                                                        |                                                                                               |
| Love So Right                                            | 1976 | Children of the World                                                                         | Barry Gibb, Maurice Gibb, Robin Gibb                                               | Barry Gibb                                                                                        | Single                                                                                        |
| Love So Right (Live)                                     | 1977 | Here At Last ...Live                                                                          | Barry Gibb, Maurice Gibb, Robin Gibb                                               | Barry Gibb                                                                                        |                                                                                               |
| Love You Inside Out                                      | 1979 | Spirits Having Flown                                                                          | Barry Gibb, Maurice Gibb, Robin Gibb                                               | Barry Gibb                                                                                        | Single                                                                                        |
| Lovers                                                   | 1976 | Children of the World                                                                         | Barry Gibb, Maurice Gibb, Robin Gibb                                               | Barry Gibb, Robin Gibb                                                                            |                                                                                               |
| Lovers And Friends                                       | 1999 | Love Songs                                                                                    | Barry Gibb, Maurice Gibb                                                           | Barry Gibb, Maurice Gibb, Robin Gibb, Ronan Keating                                               | UK/Japan Version                                                                              |
| Loving You Is Killing Me                                 | 1981 | Living Eyes                                                                                   | Barry Gibb, Robin Gibb                                                             | Barry Gibb, Robin Gibb                                                                            |                                                                                               |
| Lum-De-Loo                                               | 1966 | Brilliant from Birth                                                                          | Robin Gibb                                                                         | Robin Gibb                                                                                        | Erstveröffentlichung: Inception / Nostalgia LP                                                |
| Luz de lampara                                           | 1973 | Live in a Tin Can                                                                             |                                                                                    |                                                                                                   | Spanische Version von „Lamplight“, nur in Mexiko veröffentlicht                               |
| Maccleby’s Secret                                        | 1967 | Horizontal                                                                                    | Barry Gibb, Maurice Gibb, Robin Gibb                                               | ?                                                                                                 |                                                                                               |
| Man For All Seasons                                      | 1970 | 2 Years On                                                                                    | Barry Gibb, Maurice Gibb, Robin Gibb                                               | Barry Gibb, Robin Gibb                                                                            |                                                                                               |
| Man In The Middle                                        | 2001 | This Is Where I Came In                                                                       | Barry Gibb, Maurice Gibb                                                           | Maurice Gibb                                                                                      |                                                                                               |
| Marley Purt Drive                                        | 1969 | Odessa                                                                                        | Barry Gibb, Maurice Gibb, Robin Gibb                                               | Barry Gibb                                                                                        |                                                                                               |
| Massachusetts                                            | 1967 | Horizontal                                                                                    | Barry Gibb, Maurice Gibb, Robin Gibb                                               | Barry Gibb, Robin Gibb                                                                            | Single                                                                                        |
| Massachusetts (Live)                                     | 1968 | In Concert '68 (LP)                                                                           | Barry Gibb, Maurice Gibb, Robin Gibb                                               | Barry Gibb, Robin Gibb                                                                            |                                                                                               |
| Massachusetts (Live)                                     | 1977 | Here At Last ...Live                                                                          | Barry Gibb, Maurice Gibb, Robin Gibb                                               | Barry Gibb, Robin Gibb                                                                            |                                                                                               |
| Massachusetts (Live)                                     | 1997 | One Night Only                                                                                | Barry Gibb, Maurice Gibb, Robin Gibb                                               | Barry Gibb, Robin Gibb                                                                            |                                                                                               |
| Maypole Mews                                             | 1968 | Idea                                                                                          | Barry Gibb, Maurice Gibb, Robin Gibb                                               | ?                                                                                                 |                                                                                               |
| Maybe Tomorrow                                           | 1970 | 2 Years On                                                                                    | Barry Gibb, Maurice Gibb, Robin Gibb                                               | ?                                                                                                 |                                                                                               |
| Melody Fair                                              | 1969 | Odessa                                                                                        | Barry Gibb, Maurice Gibb, Robin Gibb                                               | Barry Gibb                                                                                        | Single                                                                                        |
| Men of Men                                               | 1968 | Idea                                                                                          | Barry Gibb, Maurice Gibb, Robin Gibb                                               | Barry Gibb                                                                                        |                                                                                               |
| Merrily Merry Eyes                                       | 1970 | Trafalgar                                                                                     | Barry Gibb, Robin Gibb                                                             | Robin Gibb                                                                                        |                                                                                               |
| Method To My Madness                                     | 1972 | Life in a Tin Can                                                                             | Barry Gibb, Maurice Gibb, Robin Gibb                                               | Barry Gibb, Robin Gibb                                                                            |                                                                                               |
| Mi mundo                                                 | 1972 | Mi mundo                                                                                      |                                                                                    |                                                                                                   | Single, Spanische Version von „My World“, nur in Mexiko veröffentlicht                        |
| Mind Over Matter                                         | 1981 | Living Eyes                                                                                   | Barry Gibb, Maurice Gibb, Robin Gibb                                               | Barry Gibb                                                                                        |                                                                                               |
| Miracles Happen                                          | 1997 | Still Waters                                                                                  | Barry Gibb, Maurice Gibb, Robin Gibb                                               | Barry Gibb                                                                                        |                                                                                               |
| Monday’s Rain                                            | 1966 | Spicks And Specks                                                                             | Barry Gibb                                                                         |                                                                                                   | Single (nur Australien)                                                                       |
| More Than A Woman                                        | 1977 | Saturday Night Fever: The Original Movie Sound Track                                          | Barry Gibb, Maurice Gibb, Robin Gibb                                               | Barry Gibb                                                                                        | Hit Tavares                                                                                   |
| Morning Of My Life (In The Morning)                      | 1965 | Brilliant from Birth                                                                          | Barry Gibb                                                                         | Barry Gibb, Maurice Gibb, Robin Gibb                                                              | Erstveröffentlichung: Inception/Nostalgia LP, Single                                          |
| Mr. Natural                                              | 1974 | Mr. Natural                                                                                   | Barry Gibb, Robin Gibb                                                             | Barry Gibb, Robin Gibb                                                                            | Single                                                                                        |
| Mr. Wallor’s Wailing Wall                                | 1967 | Bee Gees’ 1st                                                                                 | Barry Gibb, Robin Gibb                                                             | Robin Gibb                                                                                        | 2006 Reissue                                                                                  |
| Mrs. Gillespie’s Refrigerator                            | 1967 | Horizontal                                                                                    | Barry Gibb, Maurice Gibb, Robin Gibb                                               | Barry Gibb, Robin Gibb                                                                            | 2007 reissue                                                                                  |
| My Destiny                                               | 1993 | Paying the Price of Love                                                                      | Barry Gibb, Maurice Gibb, Robin Gibb                                               | Barry Gibb, Robin Gibb                                                                            | Single                                                                                        |
| My Life Has Been A Song                                  | 1972 | Life in a Tin Can                                                                             | Barry Gibb, Maurice Gibb, Robin Gibb                                               | Barry Gibb, Robin Gibb                                                                            |                                                                                               |
| My Lover’s Prayer                                        | 1997 | Still Waters                                                                                  | Barry Gibb, Maurice Gibb, Robin Gibb                                               | Barry Gibb                                                                                        |                                                                                               |
| My Thing                                                 | 1970 | Cucumber Castle                                                                               | Barry Gibb, Maurice Gibb                                                           | Maurice Gibb                                                                                      |                                                                                               |
| My World                                                 | 1972 | Best of Bee Gees, Volume 2                                                                    | Barry Gibb, Robin Gibb                                                             | Barry Gibb, Robin Gibb                                                                            | Single                                                                                        |
| Never Been Alone                                         | 1972 | To Whom It May Concern                                                                        | Robin Gibb                                                                         | Robin Gibb                                                                                        |                                                                                               |
| Never Say Never Again                                    | 1969 | Odessa                                                                                        | Barry Gibb, Maurice Gibb, Robin Gibb                                               | Barry Gibb                                                                                        |                                                                                               |
| New York Mining Disaster 1941                            | 1967 | Bee Gees’ 1st                                                                                 | Barry Gibb, Robin Gibb                                                             | Barry Gibb, Robin Gibb                                                                            | Single                                                                                        |
| New York Mining Disaster 1941 (Live)                     | 1968 | In Concert '68 (LP)                                                                           | Barry Gibb, Robin Gibb                                                             | Barry Gibb, Robin Gibb                                                                            |                                                                                               |
| New York Mining Disaster 1941 (Live)                     | 1977 | Here At Last ...Live                                                                          | Barry Gibb, Robin Gibb                                                             | Barry Gibb, Robin Gibb                                                                            |                                                                                               |
| Night Fever                                              | 1977 | Saturday Night Fever: The Original Movie Sound Track                                          | Barry Gibb, Maurice Gibb, Robin Gibb                                               | Barry Gibb                                                                                        | Single                                                                                        |
| Nights on Broadway                                       | 1975 | Main Course                                                                                   | Barry Gibb, Maurice Gibb, Robin Gibb                                               | Barry Gibb, Robin Gibb                                                                            | Single                                                                                        |
| Nights on Broadway (Live)                                | 1977 | Here At Last ...Live                                                                          | Barry Gibb, Maurice Gibb, Robin Gibb                                               | Barry Gibb, Robin Gibb                                                                            |                                                                                               |
| Nightwatch                                               | 1971 | Trafalgar                                                                                     |                                                                                    | ?                                                                                                 |                                                                                               |
| No Name                                                  | 1968 | Idea                                                                                          | Barry Gibb, Maurice Gibb, Robin Gibb                                               | ?                                                                                                 |                                                                                               |
| No olvides recordar                                      | 1969 | Cucumber Castle                                                                               |                                                                                    |                                                                                                   | Single, Spanische Version von „Don’t Forget to Remember“, nur in Mexiko veröffentlicht        |
| Nobody’s Someone                                         | 1968 | Odessa                                                                                        | Barry Gibb, Maurice Gibb, Robin Gibb                                               | Barry Gibb                                                                                        | Deluxe Edition - 3 CDs Digitally Remastered                                                   |
| Nothing Could Be Good                                    | 1981 | Living Eyes                                                                                   | Barry Gibb, Maurice Gibb, Robin Gibb, Albhy Galuten                                | Barry Gibb                                                                                        |                                                                                               |
| Nowhere Man                                              | 1978 | Sgt. Pepper’s Lonely Hearts Club Band                                                         | John Lennon, Paul McCartney                                                        | Barry Gibb, Maurice Gibb, Robin Gibb, Peter Frampton                                              |                                                                                               |
| Obsessions                                               | 1997 | Still Waters                                                                                  | Barry Gibb, Maurice Gibb, Robin Gibb                                               | Barry Gibb                                                                                        |                                                                                               |
| Odessa (City on the Black Sea)                           | 1969 | Odessa                                                                                        | Barry Gibb, Maurice Gibb, Robin Gibb                                               | Robin Gibb                                                                                        |                                                                                               |
| Odessa Promotional Spot                                  | 1969 | Odessa                                                                                        | Barry Gibb, Maurice Gibb, Robin Gibb                                               | Robin Gibb                                                                                        |                                                                                               |
| Omega Man                                                | 1993 | Size Isn’t Everything                                                                         | Barry Gibb, Maurice Gibb, Robin Gibb                                               | Maurice Gibb                                                                                      |                                                                                               |
| On Time                                                  | 1971 | Tales From The Brothers Gibb - A History In Song 1967-1990                                    | Maurice Gibb                                                                       | Maurice Gibb                                                                                      |                                                                                               |
| One                                                      | 1989 | One                                                                                           | Barry Gibb, Maurice Gibb, Robin Gibb                                               | Barry Gibb                                                                                        | Single                                                                                        |
| One Bad Thing                                            | 1969 | Cucumber Castle                                                                               | Barry Gibb, Maurice Gibb                                                           | Barry Gibb                                                                                        |                                                                                               |
| One Minute Woman                                         | 1967 | Bee Gees’ 1st                                                                                 | Barry Gibb, Robin Gibb                                                             | Barry Gibb, Robin Gibb                                                                            |                                                                                               |
| Only One Woman                                           | 1975 | Main Course                                                                                   | Barry Gibb, Maurice Gibb, Robin Gibb                                               | Barry Gibb                                                                                        |                                                                                               |
| Ordinary Lives                                           | 1989 | One                                                                                           | Barry Gibb, Maurice Gibb, Robin Gibb                                               | Barry Gibb                                                                                        | Single                                                                                        |
| Our Love - Don’t Throw It All Away                       | 1977 | Tales From The Brothers Gibb - A History In Song 1967-1990                                    | Barry Gibb, Maurice Gibb, Robin Gibb, Karl Richardson, Albhy Galuten               | Barry Gibb                                                                                        |                                                                                               |
| Out Of Line                                              | 1967 | Horizontal                                                                                    | Barry Gibb, Maurice Gibb, Robin Gibb                                               | Barry Gibb, Robin Gibb                                                                            | 2007 reissue                                                                                  |
| Out Of Time                                              | 1966 | Horizontal                                                                                    | Mick Jagger, Keith Richards                                                        | Robin Gibb                                                                                        | TV Australien                                                                                 |
| Over the Hill and the Mountain                           | 1970 | Trafalgar                                                                                     | Barry Gibb, Maurice Gibb, Robin Gibb                                               | ?                                                                                                 |                                                                                               |
| Overnight                                                | 1987 | E.S.P.                                                                                        | Barry Gibb, Maurice Gibb, Robin Gibb                                               | Maurice Gibb                                                                                      |                                                                                               |
| Paper Mache, Cabbages and Kings                          | 1972 | To Whom It May Concern                                                                        | Barry Gibb, Maurice Gibb, Robin Gibb                                               | Barry Gibb                                                                                        |                                                                                               |
| Paperback Writer                                         | 1966 | Brilliant from Birth                                                                          | John Lennon, Paul McCartney (The Beatles 1966)                                     | Barry Gibb                                                                                        | Erstveröffentlichung: Inception/Nostalgia LP                                                  |
| Paradise                                                 | 1981 | Living Eyes                                                                                   | Barry Gibb, Maurice Gibb, Robin Gibb                                               | Barry Gibb, Robin Gibb                                                                            | Single                                                                                        |
| Party With No Name                                       | 1991 | High Civilization                                                                             | Barry Gibb, Maurice Gibb, Robin Gibb                                               | Barry Gibb                                                                                        |                                                                                               |
| Paying the Price of Love                                 | 1993 | Size Isn’t Everything                                                                         | Barry Gibb, Maurice Gibb, Robin Gibb                                               | Barry Gibb                                                                                        | Single                                                                                        |
| Peace of Mind                                            | 1964 | The Bee Gees Sing and Play 14 Barry Gibb Songs                                                | Barry Gibb                                                                         | Barry Gibb                                                                                        | Erstveröffentlichung: Single, nur in Australien veröffentlicht                                |
| Ping Pong                                                | 1969 | Tomorrow Tomorrow                                                                             | Barry Gibb, Maurice Gibb                                                           | Barry Gibb                                                                                        |                                                                                               |
| Pity                                                     | 1968 | Odessa                                                                                        | Barry Gibb, Maurice Gibb, Robin Gibb                                               | Barry Gibb                                                                                        | Deluxe edition                                                                                |
| Play-down                                                | 1966 | Spicks And Specks                                                                             | Barry Gibb                                                                         | Barry Gibb, Maurice Gibb, Robin Gibb                                                              |                                                                                               |
| Please Don’t Turn Out The Lights                         | 1972 | To Whom It May Concern                                                                        | Barry Gibb, Maurice Gibb, Robin Gibb                                               | Barry Gibb, Robin Gibb                                                                            |                                                                                               |
| Please Read Me                                           | 1967 | Bee Gees’ 1st                                                                                 | Barry Gibb, Robin Gibb                                                             | Barry Gibb                                                                                        |                                                                                               |
| Polythene Pam                                            | 1978 | Sgt. Pepper’s Lonely Hearts Club Band                                                         | John Lennon, Paul McCartney                                                        | Barry Gibb, Maurice Gibb, Robin Gibb, Peter Frampton                                              |                                                                                               |
| Portrait Of Louise                                       | 1970 | 2 Years On                                                                                    | Barry Gibb                                                                         | Barry Gibb                                                                                        |                                                                                               |
| Promise The Earth                                        | 2001 | This Is Where I Came In                                                                       | Barry Gibb, Maurice Gibb, Robin Gibb                                               | Robin Gibb                                                                                        |                                                                                               |
| Reaching Out                                             | 1978 | Spirits (Having Flown)                                                                        | Barry Gibb, Maurice Gibb, Robin Gibb                                               | Barry Gibb                                                                                        |                                                                                               |
| Really and Sincerely                                     | 1967 | Horizontal                                                                                    | Barry Gibb, Maurice Gibb, Robin Gibb                                               | Robin Gibb                                                                                        |                                                                                               |
| Red Chair, Fade Away                                     | 1967 | Bee Gees’ 1st                                                                                 | Barry Gibb, Robin Gibb                                                             | Barry Gibb                                                                                        |                                                                                               |
| Remembering                                              | 1971 | Trafalgar                                                                                     | Barry Gibb, Robin Gibb                                                             | Barry Gibb                                                                                        |                                                                                               |
| Rest Your Love On Me                                     | 1978 | Bee Gees Greatest                                                                             | Barry Gibb                                                                         | Barry Gibb                                                                                        | Promo-Single aus Amerika                                                                      |
| Ring My Bell                                             | 1967 | Horizontal                                                                                    | Barry Gibb, Maurice Gibb, Robin Gibb                                               | Barry Gibb, Robin Gibb                                                                            | 2007 reissue                                                                                  |
| Rings Around the Moon                                    | 1997 | Still Waters                                                                                  | Barry Gibb, Maurice Gibb, Robin Gibb                                               | Robin Gibb                                                                                        |                                                                                               |
| River of Souls                                           | 1982 | Staying Alive Soundtrack                                                                      | Barry Gibb, Maurice Gibb, Robin Gibb                                               | Barry Gibb                                                                                        |                                                                                               |
| Road To Alaska                                           | 1972 | To Whom It May Concern                                                                        | Barry Gibb, Maurice Gibb, Robin Gibb                                               | Barry Gibb, Robin Gibb                                                                            |                                                                                               |
| Rocky L.A.                                               | 1972 | A Kick In The Head Is Worth Eight In The Pants                                                | Barry Gibb, Maurice Gibb, Robin Gibb                                               | Barry Gibb, Robin Gibb                                                                            | nur in den USA 1990 veröffentlicht                                                            |
| Run To Me                                                | 1972 | To Whom It May Concern                                                                        | Barry Gibb, Maurice Gibb, Robin Gibb                                               | Barry Gibb, Robin Gibb                                                                            | Single                                                                                        |
| Run To Me (Live)                                         | 1977 | Here At Last ...Live                                                                          | Barry Gibb, Maurice Gibb, Robin Gibb                                               | Barry Gibb, Robin Gibb                                                                            |                                                                                               |
| Sacred Trust                                             | 2001 | This Is Where I Came In                                                                       | Barry Gibb, Maurice Gibb, Robin Gibb                                               | Barry Gibb                                                                                        | Single, Nur in Spanien als 1-Track-Promo veröffentlicht                                       |
| Saturday Night Fever Megamix                             | 1995 | Saturday Night Fever Megamix                                                                  |                                                                                    |                                                                                                   | Single, Nur in Frankreich als Promo veröffentlicht                                            |
| Saw a New Morning                                        | 1972 | Life in a Tin Can                                                                             | Barry Gibb, Maurice Gibb, Robin Gibb                                               | Barry Gibb, Robin Gibb                                                                            | Single                                                                                        |
| Sea Of Smiling Faces                                     | 1972 | To Whom It May Concern                                                                        | Barry Gibb, Maurice Gibb, Robin Gibb                                               | Barry Gibb                                                                                        | Single, nur in Japan veröffentlicht                                                           |
| Search, Find                                             | 1978 | Spirits Having Flown                                                                          | Barry Gibb, Maurice Gibb, Robin Gibb                                               | Barry Gibb                                                                                        |                                                                                               |
| Second hand People                                       | 1966 | Spicks And Specks                                                                             | Barry Gibb                                                                         | Barry Gibb, Maurice Gibb, Robin Gibb                                                              |                                                                                               |
| Secret Love                                              | 1991 | High Civilization                                                                             | Barry Gibb, Maurice Gibb, Robin Gibb                                               | Barry Gibb, Robin Gibb                                                                            | Single                                                                                        |
| Seven Seas Symphony                                      | 1969 | Odessa                                                                                        | Barry Gibb, Maurice Gibb, Robin Gibb                                               | Instrumental                                                                                      |                                                                                               |
| Sgt. Pepper’s Lonely Hearts Club Band                    | 1978 | Sgt. Pepper’s Lonely Hearts Club Band                                                         | John Lennon, Paul McCartney (The Beatles 1967)                                     | Barry Gibb, Maurice Gibb, Robin Gibb, Peter Frampton, Paul Nicholas                               | Single                                                                                        |
| Shape Of Things To Come                                  | 1988 | One Moment In Time: 1988 Summer Olympics Album                                                | Barry Gibb, Maurice Gibb, Robin Gibb                                               | Barry Gibb                                                                                        |                                                                                               |
| She Came In Through The Bathroom Window                  | 1976 | All This And World War II                                                                     | John Lennon, Paul McCartney                                                        | Barry Gibb, Maurice Gibb, Robin Gibb                                                              |                                                                                               |
| She Came In Through The Bathroom Window                  | 1978 | Sgt. Pepper’s Lonely Hearts Club Band                                                         | John Lennon, Paul McCartney                                                        | Barry Gibb, Maurice Gibb, Robin Gibb, Peter Frampton                                              |                                                                                               |
| She Is Russia                                            | 1968 | Idea                                                                                          | Barry Gibb, Maurice Gibb, Robin Gibb                                               | ?                                                                                                 |                                                                                               |
| She Keeps On Coming                                      | 2001 | This Is Where I Came In                                                                       | Barry Gibb, Maurice Gibb, Robin Gibb                                               | Robin Gibb                                                                                        |                                                                                               |
| She’s Leaving Home                                       | 1978 | Sgt. Pepper’s Lonely Hearts Club Band                                                         | John Lennon, Paul McCartney (The Beatles 1967)                                     | Barry Gibb, Maurice Gibb, Robin Gibb, Jay MacIntosh, John Wheeler                                 |                                                                                               |
| Silent Night                                             | 1967 | Horizontal                                                                                    | Joseph Mohr, Felix Mendelssohn Bartholdy, Charles Wesley (Franz Xaver Gruber 1818) | Barry Gibb, Robin Gibb                                                                            | 2007 reissue                                                                                  |
| Sincere Relations                                        | 1970 | 2 Years On                                                                                    | Maurice Gibb, Robin Gibb                                                           | Robin Gibb                                                                                        |                                                                                               |
| Sinking Ships                                            | 1967 | Horizontal                                                                                    | Barry Gibb, Maurice Gibb, Robin Gibb                                               | Barry Gibb, Maurice Gibb, Robin Gibb                                                              | 2007 reissue                                                                                  |
| Sir Geoffrey Saved The World                             | 1967 | Horizontal                                                                                    | Barry Gibb, Maurice Gibb, Robin Gibb                                               | Barry Gibb, Robin Gibb                                                                            | 2007 reissue                                                                                  |
| Sitting in the Meadow                                    | 1968 | Idea                                                                                          | Barry Gibb, Maurice Gibb, Robin Gibb                                               | Robin Gibb                                                                                        | 2006 reissue                                                                                  |
| Smoke and Mirrors                                        | 1997 | Still Waters                                                                                  | Barry Gibb, Maurice Gibb, Robin Gibb                                               | Barry Gibb, Robin Gibb                                                                            |                                                                                               |
| Soldiers                                                 | 1981 | Living Eyes                                                                                   | Barry Gibb, Maurice Gibb, Robin Gibb                                               | Barry Gibb                                                                                        |                                                                                               |
| Someone Belonging To Someone                             | 1983 | Staying Alive Soundtrack                                                                      | Barry Gibb, Maurice Gibb, Robin Gibb                                               | Barry Gibb                                                                                        | Single                                                                                        |
| Somebody Stop The Music                                  | 1971 | Trafalgar                                                                                     | Barry Gibb, Maurice Gibb                                                           | Barry Gibb                                                                                        |                                                                                               |
| Something                                                | 1971 | Trafalgar                                                                                     | Barry Gibb, Maurice Gibb, Robin Gibb                                               | ?                                                                                                 |                                                                                               |
| Somewhere                                                | 1966 | Brilliant from Birth                                                                          | Leonard Bernstein                                                                  | Robin Gibb                                                                                        | Erstveröffentlichung: Inception/Nostalgia LP                                                  |
| Songbird                                                 | 1975 | Main Course                                                                                   | Barry Gibb, Maurice Gibb, Robin Gibb, Blue Weaver                                  | Barry Gibb                                                                                        |                                                                                               |
| Sound Of Love                                            | 1969 | Odessa                                                                                        | Barry Gibb, Maurice Gibb, Robin Gibb                                               | Barry Gibb                                                                                        |                                                                                               |
| South Dakota Morning                                     | 1972 | Life in a Tin Can                                                                             | Barry Gibb                                                                         | Barry Gibb                                                                                        |                                                                                               |
| Spicks And Specks                                        | 1965 | Spicks And Specks                                                                             | Barry Gibb                                                                         | Barry Gibb                                                                                        | Single                                                                                        |
| Spicks And Specks (Live)                                 | 1968 | In Concert '68 (LP)                                                                           | Barry Gibb                                                                         | Barry Gibb                                                                                        |                                                                                               |
| Spirits (Having Flown)                                   | 1978 | Spirits Having Flown                                                                          | Barry Gibb, Maurice Gibb, Robin Gibb                                               | Barry Gibb                                                                                        | Single                                                                                        |
| Stayin’ Alive                                            | 1977 | Saturday Night Fever: The Original Movie Sound Track                                          | Barry Gibb, Maurice Gibb, Robin Gibb                                               | Barry Gibb                                                                                        | Single                                                                                        |
| Stayin’ Alive (Teddybears Remix)                         | 2007 | Stayin’ Alive (Teddybears Remix)                                                              | Barry Gibb, Maurice Gibb, Robin Gibb                                               | Barry Gibb                                                                                        | Single                                                                                        |
| Stepping Out                                             | 1968 | Idea                                                                                          | Barry Gibb, Maurice Gibb, Robin Gibb                                               | ?                                                                                                 |                                                                                               |
| Still Waters Run Deep                                    | 1997 | Still Waters                                                                                  | Barry Gibb, Maurice Gibb, Robin Gibb                                               | Barry Gibb, Robin Gibb                                                                            | Single                                                                                        |
| Stop (Think Again)                                       | 1978 | Spirits Having Flown                                                                          | Barry Gibb, Maurice Gibb, Robin Gibb                                               | Barry Gibb                                                                                        |                                                                                               |
| Subway                                                   | 1976 | Children of the World                                                                         | Barry Gibb, Maurice Gibb, Robin Gibb                                               | Barry Gibb                                                                                        |                                                                                               |
| Such A Shame                                             | 1968 | Idea                                                                                          | Vince Melouney                                                                     | Vince Melouney                                                                                    |                                                                                               |
| Suddenly                                                 | 1969 | Odessa                                                                                        | Barry Gibb, Maurice Gibb, Robin Gibb                                               | Maurice Gibb                                                                                      |                                                                                               |
| Sun King                                                 | 1976 | All This And World War II                                                                     | John Lennon, Paul McCartney (The Beatles 1969)                                     | Maurice Gibb                                                                                      |                                                                                               |
| Sun In My Morning                                        | 1969 | Tales From The Brothers Gibb - A History In Song 1967-1990                                    | Barry Gibb, Maurice Gibb                                                           | Barry Gibb                                                                                        | Erstveröffentlichung: TOMORROW TOMORROW Single                                                |
| Swan Song                                                | 1968 | Horizontal                                                                                    | Barry Gibb, Maurice Gibb, Robin Gibb                                               | Barry Gibb                                                                                        |                                                                                               |
| Sweet Song of Summer                                     | 1972 | To Whom It May Concern                                                                        | Barry Gibb, Maurice Gibb, Robin Gibb                                               | Barry Gibb, Maurice Gibb, Robin Gibb                                                              |                                                                                               |
| Sweet Summer Rain                                        | 1970 | 2 Years On                                                                                    | Barry Gibb, Maurice Gibb, Robin Gibb                                               | ?                                                                                                 |                                                                                               |
| Sweetheart                                               | 1969 | Cucumber Castle                                                                               | Barry Gibb, Maurice Gibb                                                           | Barry Gibb                                                                                        | Hit Single Engelbert                                                                          |
| Take Hold of That Star                                   | 1963 | The Bee Gees Sing and Play 14 Barry Gibb Songs                                                | Barry Gibb                                                                         | Barry Gibb                                                                                        | Erstveröffentlichung: TIMBER! Single (nur Australien)                                         |
| Tears                                                    | 1989 | One                                                                                           | Barry Gibb, Maurice Gibb, Robin Gibb                                               | Barry Gibb                                                                                        |                                                                                               |
| Technicolor Dreams                                       | 2001 | This Is Where I Came In                                                                       | Barry Gibb                                                                         | Barry Gibb                                                                                        |                                                                                               |
| Telegraph to the Pine Trees                              | 1971 | Trafalgar                                                                                     |                                                                                    | ?                                                                                                 |                                                                                               |
| Tell Me Why                                              | 1970 | 2 years On                                                                                    | Barry Gibb                                                                         | Barry Gibb                                                                                        |                                                                                               |
| Terrible Way To Treat Your Baby                          | 1966 | Brilliant from Birth                                                                          | Barry Gibb, Maurice Gibb, Robin Gibb                                               | Barry Gibb, Robin Gibb                                                                            | Erstveröffentlichung: Inception / Nostalgia LP                                                |
| Thank You For Christmas                                  | 1967 | Horizontal                                                                                    | Barry Gibb, Maurice Gibb, Robin Gibb                                               | Robin Gibb                                                                                        | 2007 reissue                                                                                  |
| The 1st Mistake I Made                                   | 1970 | 2 Years On                                                                                    | Barry Gibb                                                                         | Barry Gibb                                                                                        |                                                                                               |
| The Battle Of The Blue And The Grey                      | 1963 | Brilliant from Birth                                                                          | Barry Gibb                                                                         | Barry Gibb                                                                                        | Single                                                                                        |
| The Bee Gees Megamix                                     | 1987 | The Bee Gees Megamix                                                                          |                                                                                    |                                                                                                   | Single, nur in Brasilien als Promo veröffentlicht                                             |
| The Bridge                                               | 1999 | Mythology                                                                                     | Maurice Gibb, Samantha Gibb, Adam Gibb                                             | Maurice Gibb, Samantha Gibb, Adam Gibb                                                            | Single                                                                                        |
| The British Opera                                        | 1969 | Odessa                                                                                        | Barry Gibb, Maurice Gibb, Robin Gibb                                               | Instrumental                                                                                      |                                                                                               |
| The Chance Of Love                                       | 1970 | Cucumber Castle                                                                               | Barry Gibb, Maurice Gibb                                                           | Barry Gibb                                                                                        |                                                                                               |
| The Change Is Made                                       | 1967 | Horizontal                                                                                    | Barry Gibb, Maurice Gibb, Robin Gibb                                               | Barry Gibb                                                                                        |                                                                                               |
| The Day Your Eyes Meet Mine                              | 1969 | Cucumber Castle                                                                               | Barry Gibb, Maurice Gibb                                                           | Barry Gibb                                                                                        | Single                                                                                        |
| The Earnest Of Being George                              | 1967 | Horizontal                                                                                    | Barry Gibb, Maurice Gibb, Robin Gibb                                               | Barry Gibb                                                                                        |                                                                                               |
| The End                                                  | 1970 | Brilliant from Birth                                                                          | Sid Jacobson, Jimmy Krondes                                                        | Barry Gibb                                                                                        | Erstveröffentlichung: Inception/Nostalgia LP                                                  |
| The Extra Mile                                           | 2001 | This Is Where I Came In                                                                       | Barry Gibb, Maurice Gibb, Robin Gibb                                               | Barry Gibb                                                                                        |                                                                                               |
| The Feel                                                 | 1976 | Children of the World                                                                         | Barry Gibb                                                                         | ?                                                                                                 |                                                                                               |
| The Greatest Man In The World                            | 1971 | Trafalgar                                                                                     | Barry Gibb                                                                         | Barry Gibb                                                                                        |                                                                                               |
| The Longest Night                                        | 1987 | E.S.P.                                                                                        | Barry Gibb, Maurice Gibb, Robin Gibb                                               | Robin Gibb                                                                                        |                                                                                               |
| The Lord                                                 | 1970 | Cucumber Castle                                                                               | Barry Gibb, Maurice Gibb                                                           | Barry Gibb                                                                                        | Single                                                                                        |
| The Only Love                                            | 1991 | High Civilization                                                                             | Barry Gibb, Maurice Gibb, Robin Gibb                                               | Barry Gibb                                                                                        | Single                                                                                        |
| The Promise You Made                                     | 1981 | Living Eyes                                                                                   | Barry Gibb, Maurice Gibb, Robin Gibb                                               | Barry Gibb                                                                                        |                                                                                               |
| The Singer Sang his Song                                 | 1968 | Idea                                                                                          | Barry Gibb, Maurice Gibb, Robin Gibb                                               | Robin Gibb                                                                                        | 2006 reissue                                                                                  |
| The Square Cup                                           | 1968 | Idea                                                                                          | Barry Gibb, Maurice Gibb                                                           | ?                                                                                                 |                                                                                               |
| The Storm                                                | 1966 | Brilliant from Birth                                                                          | Barry Gibb, Maurice Gibb, Robin Gibb                                               | Robin Gibb                                                                                        | Erstveröffentlichung: Inception / Nostalgia LP                                                |
| The Three Kisses Of Love                                 | 1963 | Brilliant from Birth                                                                          | Barry Gibb                                                                         | Barry Gibb                                                                                        | Erstveröffentlichung: THE BATTLE OF THE BLUE AND THE GREY Single (nur Australien)             |
| The Twelfth Of Never                                     | 1966 | Brilliant from Birth                                                                          | Ray Evans, Jerry Livingston (Johnny Mathis 1957)                                   | Barry Gibb                                                                                        | Erstveröffentlichung: Inception/Nostalgia LP                                                  |
| The Way It Was                                           | 1976 | Children of the World                                                                         | Barry Gibb, Maurice Gibb, Robin Gibb, Blue Weaver                                  | Barry Gibb                                                                                        |                                                                                               |
| The Woman in You                                         | 1983 | Staying Alive Soundtrack                                                                      | Barry Gibb, Maurice Gibb, Robin Gibb, Blue Weaver                                  | Barry Gibb                                                                                        | Single                                                                                        |
| Theme From Jamie McPheeters                              | 1964 | Brilliant from Birth                                                                          | Leigh Harline, Jerry Winn (Osmond Brothers 1963)                                   | Barry Gibb                                                                                        | Erstveröffentlichung: TURN AROUND, LOOK AT ME Single (nur Australien)                         |
| Then You Left Me                                         | 1970 | Cucumber Castle                                                                               | Barry Gibb, Maurice Gibb                                                           | Barry Gibb                                                                                        |                                                                                               |
| There Goes My Heart Again                                | 1969 | Cucumber Castle                                                                               | Barry Gibb, Maurice Gibb                                                           | Barry Gibb                                                                                        |                                                                                               |
| This Is Where I Came In                                  | 2000 | This Is Where I Came In                                                                       | Barry Gibb, Maurice Gibb, Robin Gibb                                               | Barry Gibb, Robin Gibb                                                                            | Single                                                                                        |
| This Is Your Life                                        | 1987 | E.S.P.                                                                                        | Barry Gibb, Maurice Gibb, Robin Gibb                                               | Barry Gibb                                                                                        |                                                                                               |
| Throw a Penny                                            | 1974 | Mr. Natural                                                                                   | Barry Gibb, Robin Gibb                                                             | Barry Gibb, Robin Gibb                                                                            | Single                                                                                        |
| Ticket To Ride                                           | 1966 | Brilliant from Birth                                                                          | John Lennon, Paul McCartney (The Beatles 1965)                                     | Barry Gibb, Robin Gibb                                                                            | Erstveröffentlichung: Inception/Nostalgia LP                                                  |
| Timber!                                                  | 1966 | The Bee Gees Sing and Play 14 Barry Gibb Songs                                                | Barry Gibb                                                                         | Barry Gibb                                                                                        | Erstveröffentlichung: Single                                                                  |
| Tint Of Blue                                             | 1963 | Spicks And Specks                                                                             | Barry Gibb, Robin Gibb                                                             | Barry Gibb, Robin Gibb                                                                            |                                                                                               |
| To Be or Not to Be                                       | 1965 | The Bee Gees Sing and Play 14 Barry Gibb Songs                                                | Barry Gibb                                                                         | Barry Gibb, Robin Gibb                                                                            |                                                                                               |
| To Dance Again                                           | 1970 | 2 Years On                                                                                    | Barry Gibb, Maurice Gibb, Robin Gibb                                               | Instrumental                                                                                      |                                                                                               |
| To Love Somebody                                         | 1967 | Bee Gees’ 1st                                                                                 | Barry Gibb, Robin Gibb                                                             | Barry Gibb                                                                                        | Single                                                                                        |
| To Love Somebody (Live)                                  | 1977 | Here At Last ...Live                                                                          | Barry Gibb, Robin Gibb                                                             | Barry Gibb                                                                                        |                                                                                               |
| Together                                                 | 1970 | Trafalgar                                                                                     | Barry Gibb                                                                         | Barry Gibb                                                                                        |                                                                                               |
| Tokyo Nights                                             | 1989 | One                                                                                           | Barry Gibb, Maurice Gibb, Robin Gibb                                               | Robin Gibb                                                                                        | Single                                                                                        |
| Tomorrow Tomorrow                                        | 1969 | Tales From The Brothers Gibb - A History In Song 1967-1990                                    | Barry Gibb, Maurice Gibb                                                           | Barry Gibb                                                                                        | Single                                                                                        |
| Too Much Heaven                                          | 1978 | Spirits Having Flown                                                                          | Barry Gibb, Maurice Gibb, Robin Gibb                                               | Barry Gibb                                                                                        | Single                                                                                        |
| Top Hat                                                  | 1966 | Brilliant from Birth                                                                          | Barry Gibb                                                                         | Robin Gibb                                                                                        | Erstveröffentlichung: Inception / Nostalgia LP                                                |
| Trafalgar                                                | 1971 | Trafalgar                                                                                     | Barry Gibb                                                                         | Maurice Gibb                                                                                      |                                                                                               |
| Tragedy                                                  | 1978 | Spirits Having Flown                                                                          | Barry Gibb, Maurice Gibb, Robin Gibb                                               | Barry Gibb                                                                                        | Single                                                                                        |
| True Confessions                                         | 1991 | High Civilization                                                                             | Barry Gibb, Maurice Gibb, Robin Gibb                                               | Barry Gibb                                                                                        |                                                                                               |
| Turn Around Look At Me                                   | 1964 | Brilliant from Birth                                                                          | Jerry Capehart (Glen Campbell 1961)                                                | Barry Gibb                                                                                        | Erstveröffentlichung: Single                                                                  |
| Turn of the Century                                      | 1967 | Bee Gees’ 1st                                                                                 | Barry Gibb, Robin Gibb                                                             | Barry Gibb, Robin Gibb                                                                            |                                                                                               |
| Turn of the Century (Live)                               | 1968 | In Concert '68 (LP)                                                                           | Barry Gibb, Robin Gibb                                                             | Barry Gibb, Robin Gibb                                                                            |                                                                                               |
| Turning Tide                                             | 1970 | Cucumber Castle                                                                               | Barry Gibb, Maurice Gibb                                                           | Barry Gibb                                                                                        |                                                                                               |
| Twinky                                                   | 1969 | Cucumber Castle                                                                               | Barry Gibb, Maurice Gibb                                                           | Barry Gibb                                                                                        |                                                                                               |
| Until                                                    | 1978 | Spirits Having Flown                                                                          | Barry Gibb, Maurice Gibb, Robin Gibb                                               | Barry Gibb                                                                                        |                                                                                               |
| Ups & Downs                                              | 2004 | R&G (Rhythm & Gangsta) - The Masterpiece                                                      | Barry Gibb, Maurice Gibb, Robin Gibb, Warryn Campbell, Calvin Broadus              | Barry Gibb, Maurice Gibb, Robin Gibb, Snoop Dogg                                                  |                                                                                               |
| Vince’s Number                                           | 1967 | Horizontal                                                                                    | Barry Gibb, Maurice Gibb, Robin Gibb                                               | ?                                                                                                 |                                                                                               |
| Voice In The Wilderness                                  | 2001 | This Is Where I Came In                                                                       | Barry Gibb, Ben Stivers, Alan Kendall, Steve Rucker, Matt Bonelli                  | Barry Gibb                                                                                        |                                                                                               |
| Voices                                                   | 1974 | Mr. Natural                                                                                   | Barry Gibb, Maurice Gibb, Robin Gibb                                               | Barry Gibb, Robin Gibb                                                                            | Single                                                                                        |
| Walk Before You Run                                      | 1976 | Children of the World                                                                         | Barry Gibb, Stephen Stills                                                         | Instrumental                                                                                      |                                                                                               |
| Walking Back To Waterloo                                 | 1971 | Trafalgar                                                                                     | Barry Gibb, Maurice Gibb, Robin Gibb                                               | Barry Gibb                                                                                        |                                                                                               |
| Walking On Air                                           | 2001 | This Is Where I Came In                                                                       | Maurice Gibb                                                                       | Maurice Gibb                                                                                      |                                                                                               |
| Warm Ride                                                | 1977 | Bee Gees Greatest                                                                             | Barry Gibb, Maurice Gibb, Robin Gibb                                               | Barry Gibb                                                                                        | Hit von Rare Earth #39 1978                                                                   |
| Was It All In Vain?                                      | 1975 | Main Course                                                                                   | Barry Gibb, Robin Gibb                                                             | ?                                                                                                 |                                                                                               |
| We Lost The Road                                         | 1972 | To Whom It May Concern                                                                        | Barry Gibb, Robin Gibb                                                             | Barry Gibb, Robin Gibb                                                                            |                                                                                               |
| Wedding Day                                              | 2001 | This Is Where I Came In                                                                       | Barry Gibb, Maurice Gibb, Robin Gibb                                               | Barry Gibb, Robin Gibb                                                                            |                                                                                               |
| When Do I                                                | 1971 | Trafalgar                                                                                     | Barry Gibb, Robin Gibb                                                             | Robin Gibb                                                                                        |                                                                                               |
| When He’s Gone                                           | 1991 | High Civilization                                                                             | Barry Gibb, Maurice Gibb, Robin Gibb                                               | Robin Gibb                                                                                        | Single                                                                                        |
| When Things Go Wrong                                     | 1967 | Horizontal                                                                                    | Barry Gibb, Maurice Gibb, Robin Gibb                                               | ?                                                                                                 |                                                                                               |
| When The Swallows Fly                                    | 1968 | Idea                                                                                          | Barry Gibb, Maurice Gibb, Robin Gibb                                               | Robin Gibb                                                                                        | Single                                                                                        |
| Where Are You                                            | 1966 | Spicks And Specks                                                                             | Maurice Gibb                                                                       | Maurice Gibb                                                                                      |                                                                                               |
| Where Is Your Sister                                     | 1972 | A Kick In The Head Is Worth Eight In The Pants                                                | Barry Gibb, Maurice Gibb, Robin Gibb                                               | Barry Gibb                                                                                        | nur in den USA 1990 veröffentlicht                                                            |
| While I Play                                             | 1972 | Life in a Tin Can                                                                             | Barry Gibb                                                                         | Barry Gibb                                                                                        |                                                                                               |
| Whisper Whisper                                          | 1969 | Odessa                                                                                        | Barry Gibb, Maurice Gibb, Robin Gibb                                               | Barry Gibb                                                                                        |                                                                                               |
| Who Knows What a Room Is                                 | 1969 | Cucumber Castle                                                                               | Barry Gibb, Maurice Gibb                                                           | Barry Gibb                                                                                        |                                                                                               |
| Wildflower                                               | 1981 | Living Eyes                                                                                   | Barry Gibb, Maurice Gibb, Robin Gibb                                               | Maurice Gibb                                                                                      |                                                                                               |
| Will You Ever Let Me                                     | 1989 | One                                                                                           | Barry Gibb, Maurice Gibb, Robin Gibb                                               | Barry Gibb                                                                                        |                                                                                               |
| Will You Love Me Tomorrow                                | 1995 | Tapestry Revisited: A Tribute to Carole King                                                  | Gerry Goffin & Carole King                                                         | Barry Gibb, Robin Gibb                                                                            |                                                                                               |
| Wind Of Change                                           | 1975 | Main Course                                                                                   | Barry Gibb, Maurice Gibb, Robin Gibb                                               | Barry Gibb                                                                                        |                                                                                               |
| Wind Of Change (Live)                                    | 1977 | Here At Last ...Live                                                                          | Barry Gibb, Maurice Gibb, Robin Gibb                                               | Barry Gibb                                                                                        |                                                                                               |
| Wine and Women                                           | 1965 | The Bee Gees Sing and Play 14 Barry Gibb Songs                                                | Barry Gibb                                                                         | Barry Gibb, Robin Gibb                                                                            | Erstveröffentlichung: Single                                                                  |
| Wing and a Prayer                                        | 1989 | One                                                                                           | Barry Gibb, Maurice Gibb, Robin Gibb                                               | Barry Gibb                                                                                        |                                                                                               |
| Wish You Were Here                                       | 1989 | One                                                                                           | Barry Gibb, Maurice Gibb, Robin Gibb                                               | Barry Gibb                                                                                        |                                                                                               |
| With A Little Help From My Friends                       | 1978 | Sgt. Pepper’s Lonely Hearts Club Band                                                         | John Lennon, Paul McCartney (The Beatles 1967)                                     | Barry Gibb, Maurice Gibb, Robin Gibb, Peter Frampton, Paul Nicholas                               |                                                                                               |
| With All Nations (International Anthem)                  | 1969 | Odessa                                                                                        | Barry Gibb, Maurice Gibb, Robin Gibb                                               | Barry Gibb                                                                                        | Deluxe edition                                                                                |
| With All Nations (International Theme)                   | 1969 | Odessa                                                                                        | Barry Gibb, Maurice Gibb, Robin Gibb                                               | Instrumental                                                                                      |                                                                                               |
| With My Eyes Closed                                      | 1997 | Still Waters                                                                                  | Barry Gibb, Maurice Gibb, Robin Gibb                                               | Barry Gibb                                                                                        |                                                                                               |
| With The Sun In My Eyes                                  | 1967 | Horizontal                                                                                    | Barry Gibb, Maurice Gibb, Robin Gibb                                               | Barry Gibb                                                                                        |                                                                                               |
| Words                                                    | 1968 | Horizontal                                                                                    | Barry Gibb, Maurice Gibb, Robin Gibb                                               | Barry Gibb                                                                                        | Single                                                                                        |
| Words (Live)                                             | 1968 | In Concert '68 (LP)                                                                           | Barry Gibb, Maurice Gibb, Robin Gibb                                               | Barry Gibb                                                                                        |                                                                                               |
| Words (Live)                                             | 1977 | Here At Last ...Live                                                                          | Barry Gibb, Maurice Gibb, Robin Gibb                                               | Barry Gibb                                                                                        |                                                                                               |
| World                                                    | 1967 | Horizontal                                                                                    | Barry Gibb, Maurice Gibb, Robin Gibb                                               | Barry Gibb, Robin Gibb                                                                            | Single                                                                                        |
| World (Live)                                             | 1968 | In Concert '68 (LP)                                                                           | Barry Gibb, Maurice Gibb, Robin Gibb                                               | Barry Gibb, Robin Gibb                                                                            |                                                                                               |
| World (Live)                                             | 1977 | Here At Last ...Live                                                                          | Barry Gibb, Maurice Gibb, Robin Gibb                                               | Barry Gibb, Robin Gibb                                                                            |                                                                                               |
| Wouldn’t I Be Someone                                    | 1972 | A Kick in the Head Is Worth Eight in the Pants                                                | Barry Gibb, Maurice Gibb, Robin Gibb                                               | Barry Gibb, Robin Gibb                                                                            | Single                                                                                        |
| Yesterday’s Gone                                         | 1964 |                                                                                               | Chad Stuart, Wendy Kidd                                                            | Barry Gibb                                                                                        | TV-Auftritt                                                                                   |
| You’ll Never See My Face Again                           | 1969 | Odessa                                                                                        | Barry Gibb, Maurice Gibb, Robin Gibb                                               | Barry Gibb                                                                                        |                                                                                               |
| You’re Nobody Til Somebody Loves You                     | 1966 | Brilliant from Birth                                                                          | John Lennon, Paul McCartney                                                        | Barry Gibb                                                                                        | Brilliant from Birth                                                                          |
| You’re The Reason I’m Living                             | 1966 | Brilliant from Birth                                                                          | Bobby Darin                                                                        | Barry Gibb                                                                                        | Erstveröffentlichung: Inception / Nostalgia LP                                                |
| You Got to Lose it in the End                            | 1970 | 2 Years On                                                                                    | Barry Gibb, Maurice Gibb, Robin Gibb                                               | ?                                                                                                 |                                                                                               |
| You Know It’s For You                                    | 1972 | To Whom It May Concern                                                                        | Maurice Gibb                                                                       | Maurice Gibb                                                                                      |                                                                                               |
| You Leave Me Hangin’ On                                  | 1971 | Trafalgar                                                                                     |                                                                                    | ?                                                                                                 |                                                                                               |
| You ? Me Down                                            | 1971 | Trafalgar                                                                                     |                                                                                    | ?                                                                                                 |                                                                                               |
| You Should Be Dancing (Jason Bentley/Philip Steir Remix) | 2007 | You Should Be Dancing                                                                         | Barry Gibb, Maurice Gibb, Robin Gibb                                               | Barry Gibb                                                                                        | Single                                                                                        |
| You Should Be Dancing                                    | 1976 | Children of the World                                                                         | Barry Gibb, Maurice Gibb, Robin Gibb                                               | Barry Gibb                                                                                        | Single                                                                                        |
| You Should Be Dancing (Live)                             | 1977 | Here At Last ...Live                                                                          | Barry Gibb, Maurice Gibb, Robin Gibb                                               | Barry Gibb                                                                                        |                                                                                               |
| You Should Be Dancing                                    | 2012 | A Symphony Of British Music - Music For The Closing Ceremony Of The London 2012 Olympic Games | Barry Gibb, Maurice Gibb, Robin Gibb                                               | Barry Gibb, Jessie J, Tinie Tempah, Taio Cruz                                                     |                                                                                               |
| You Stepped Into My Life                                 | 1976 | Children of the World                                                                         | Barry Gibb, Maurice Gibb, Robin Gibb                                               | Barry Gibb                                                                                        |                                                                                               |
| You Win Again                                            | 1987 | E.S.P.                                                                                        | Barry Gibb, Maurice Gibb, Robin Gibb                                               | Barry Gibb                                                                                        | Single                                                                                        |
| You Won’t See Me                                         | 1966 | Rubber Soul                                                                                   | John Lennon, Paul McCartney (The Beatles 1965)                                     | Robin Gibb                                                                                        | Remastered Digipak                                                                            |
| You Wouldn’t Know                                        | 1965 | The Bee Gees Sing and Play 14 Barry Gibb Songs                                                | Barry Gibb                                                                         | Barry Gibb, Robin Gibb                                                                            | Erstveröffentlichung: EVERY DAY I HAVE TO CRY Single (nur Australien)                         |
| Young Love                                               | 1987 | E.S.P.                                                                                        | Barry Gibb, Maurice Gibb, Robin Gibb                                               | Barry Gibb                                                                                        |                                                                                               |
| Your Love Will Save the World                            | 1975 | Main Course                                                                                   | Barry Gibb, Robin Gibb                                                             | Barry Gibb, Robin Gibb                                                                            |                                                                                               |

## Bee Gees
Gastmusiker, Hintergrundgesang, Autoren
| Titel                                          | Jahr | Album                                                  | Autor(en)                                         | Sänger, Band        | Infos                                 |
| ---------------------------------------------- | ---- | ------------------------------------------------------ | ------------------------------------------------- | ------------------- | ------------------------------------- |
| All the Children                               | 2005 | Guilty Pleasures                                       | Andy Gibb, Barry Gibb, Stephen Gibb               | Barbra Streisand    |                                       |
| All the Love in the World                      | 1982 | Heartbreaker                                           | Barry Gibb, Maurice Gibb, Robin Gibb              | Dionne Warwick      | Barry Gibb Hintergrundgesang, Gitarre |
| Butterfly                                      | 1967 | Unit 4 + 2 1                                           | Barry Gibb, Maurice Gibb, Robin Gibb              | Unit 4 + 2          | nur Autoren                           |
| Chain Reaction                                 | 1985 | Eaten Alive                                            | Barry Gibb, Maurice Gibb, Robin Gibb              | Diana Ross          | Single                                |
| Cowman Milk Your Cow                           | 1967 | Complete Faith                                         | Barry Gibb, Robin Gibb                            | Adam Faith          | nur Autoren                           |
| Crime Of Passion                               | 1985 | Eaten Alive                                            | Barry Gibb, Maurice Gibb, Robin Gibb              | Diana Ross          |                                       |
| Don’t Give Up On Each Other                    | 1985 | Eaten Alive                                            | Barry Gibb, George Bitzer                         | Diana Ross          |                                       |
| Eaten Alive                                    | 1985 | Eaten Alive                                            | Barry Gibb, Maurice Gibb, Michael Jackson         | Diana Ross          | Single                                |
| Every Christian Lion-Hearted Man Will Show You | 1967 | Every Christian Lion-Hearted Man Will Show You         | Barry Gibb, Maurice Gibb, Robin Gibb              | Tangerine Peel      | nur Autoren, Single                   |
| Exit Stage Right                               | 1967 | To Love Somebody - The Songs Of The Bee Gees 1966-1970 | Barry Gibb, Maurice Gibb, Robin Gibb              | Ronnie Burns        | nur Autoren                           |
| Experience                                     | 1985 | Eaten Alive                                            | Andy Gibb, Barry Gibb, Maurice Gibb, Robin Gibb   | Diana Ross          |                                       |
| Forever                                        | 1967 | And I Have Learned To Dream                            | Barry Gibb, Maurice Gibb, Robin Gibb              | Dave Berry          | nur Autoren, Single                   |
| Garden Of My Home                              | 1967 | Die Ofarim-Story - 18 Welterfolge                      | Barry Gibb, Maurice Gibb, Robin Gibb              | Esther & Abi Ofarim | nur Autoren                           |
| Golden Dawn                                    | 2005 | Guilty Pleasures                                       | Andy Gibb, Barry Gibb, Stephen Gibb               | Barbra Streisand    |                                       |
| Heartbreaker                                   | 1982 | Heartbreaker                                           | Barry Gibb, Maurice Gibb, Robin Gibb              | Dionne Warwick      | Barry Gibb Hintergrundgesang, Gitarre |
| Hideaway                                       | 2005 | Guilty Pleasures                                       | Andy Gibb, Barry Gibb                             | Barbra Streisand    |                                       |
| I’m Watching You                               | 1985 | Eaten Alive                                            | Barry Gibb, Maurice Gibb, Robin Gibb              | Diana Ross          |                                       |
| I Can’t See Anything (But You)                 | 1982 | Heartbreaker                                           | Barry Gibb, Maurice Gibb, Robin Gibb              | Dionne Warwick      | Barry Gibb Hintergrundgesang, Gitarre |
| I Love - Being In Love With You                | 1985 | Eaten Alive                                            | Barry Gibb, Maurice Gibb, Robin Gibb              | Diana Ross          |                                       |
| In The Morning                                 | 1967 | Exit Stage Right                                       | Barry Gibb                                        | Ronnie Burns        | nur Autoren, Single                   |
| It Makes No Difference                         | 1982 | Heartbreaker                                           | Barry Gibb, Albhy Galuten                         | Dionne Warwick      | Barry Gibb Hintergrundgesang, Gitarre |
| It’s Up to You                                 | 2005 | Guilty Pleasures                                       | Andy Gibb, Barry Gibb                             | Barbra Streisand    |                                       |
| Just One More Night                            | 1982 | Heartbreaker                                           | Barry Gibb, Albhy Galuten                         | Dionne Warwick      | Barry Gibb Hintergrundgesang, Gitarre |
| Letting Go                                     | 2005 | Guilty Pleasures                                       | Barry Gibb, George Bitzer                         | Barbra Streisand    |                                       |
| Life Story                                     | 1980 | Guilty                                                 | Barry Gibb, Robin Gibb                            | Barbra Streisand    |                                       |
| Love On The Line                               | 1985 | Eaten Alive                                            | Barry Gibb, Maurice Gibb, Robin Gibb              | Diana Ross          |                                       |
| Make It Like a Memory                          | 1980 | Guilty                                                 | Barry Gibb, Albhy Galuten                         | Barbra Streisand    |                                       |
| Misunderstood                                  | 1982 | Heartbreaker                                           | Barry Gibb, Maurice Gibb, Robin Gibb              | Dionne Warwick      | Barry Gibb Hintergrundgesang, Gitarre |
| More And More                                  | 1985 | Eaten Alive                                            | Andy Gibb, Barry Gibb, Albhy Galuten              | Diana Ross          |                                       |
| Never Give Up                                  | 1980 | Guilty                                                 | Barry Gibb, Albhy Galuten                         | Barbra Streisand    |                                       |
| Night of My Life                               | 2005 | Guilty Pleasures                                       | Andy Gibb, Barry Gibb                             | Barbra Streisand    |                                       |
| Oh Teacher                                     | 1985 | Eaten Alive                                            | Barry Gibb, Maurice Gibb, Robin Gibb              | Diana Ross          |                                       |
| Our Day Will Come                              | 1982 | Heartbreaker                                           | Bob Hilliard, Mort Garson                         | Dionne Warwick      | Barry Gibb Hintergrundgesang, Gitarre |
| Our Love - Don’t Throw It All Away             | 2005 | Guilty Pleasures                                       | Barry Gibb, Blue Weaver                           | Barbra Streisand    |                                       |
| Promises                                       | 1980 | Guilty                                                 | Barry Gibb, Robin Gibb                            | Barbra Streisand    |                                       |
| Run Wild                                       | 1980 | Guilty                                                 | Barry Gibb, Robin Gibb                            | Barbra Streisand    |                                       |
| Seven Waves Away                               | 2018 | Between the Earth and the Stars                        | Barry Gibb, Stephen Gibb, Ashley Gibb, Doug Emery | Bonnie Tyler        |                                       |
| Stranger in a Strange Land                     | 2005 | Guilty Pleasures                                       | Andy Gibb, Barry Gibb, Stephen Gibb               | Barbra Streisand    |                                       |
| Take the Short Way Home                        | 1982 | Heartbreaker                                           | Barry Gibb, Albhy Galuten                         | Dionne Warwick      | Barry Gibb Hintergrundgesang, Gitarre |
| The Love Inside                                | 1980 | Guilty                                                 | Barry Gibb                                        | Barbra Streisand    |                                       |
| They'll Never Know                             | 1965 | Red Roses For A Blue Lady                              | Barry Gibb                                        | Wayne Newton        | nur Autoren                           |
| Town Of Tuxley Toy Maker Part 1                | 1967 | To Love Somebody - The Songs Of The Bee Gees 1966-1970 | Barry Gibb, Maurice Gibb, Robin Gibb              | Jon Blanchfield     | nur Autoren                           |
| Upstairs, Downstairs                           | 1967 | Upstairs, Downstairs                                   | Barry Gibb, Maurice Gibb, Robin Gibb              | Jon Blanchfield     | nur Autoren                           |
| Without Your Love                              | 2005 | Guilty Pleasures                                       | Andy Gibb, Barry Gibb                             | Barbra Streisand    |                                       |
| Woman in Love                                  | 1980 | Guilty                                                 | Barry Gibb, Robin Gibb                            | Barbra Streisand    |                                       |
| You Are My Love                                | 1982 | Heartbreaker                                           | Barry Gibb, Maurice Gibb, Robin Gibb              | Dionne Warwick      | Barry Gibb Hintergrundgesang, Gitarre |
| Yours                                          | 1982 | Heartbreaker                                           | Barry Gibb, Maurice Gibb, Robin Gibb              | Dionne Warwick      | Barry Gibb Hintergrundgesang, Gitarre |

## Barry Gibb
Soloaufnahmen
| Titel                           | Jahr | Album                                                      | Autor(en)                                               | Sänger                                      | Infos                                              |
| ------------------------------- | ---- | ---------------------------------------------------------- | ------------------------------------------------------- | ------------------------------------------- | -------------------------------------------------- |
| A Day In The Life               | 1977 | Sgt. Pepper’s Lonely Hearts Club Band                      | John Lennon, Paul McCartney (The Beatles 1967)          | Barry Gibb                                  |                                                    |
| Above The Law                   | 2005 | Guilty Pleasures                                           | Barry Gibb, Barbra Streisand, Ashley Gibb, Stephen Gibb | Barry Gibb, Barbra Streisand                |                                                    |
| All the Love in the World       | 2006 | The Heartbreaker Demos                                     | Barry Gibb, Maurice Gibb, Robin Gibb                    | Barry Gibb                                  | Single Dionne Warwick 1982                         |
| Amy in Colour                   | 2015 | In the Now                                                 | Barry Gibb, Stephen Gibb, Ashley Gibb                   | Barry Gibb                                  |                                                    |
| Blowin’ a Fuse                  | 2015 | In the Now                                                 | Barry Gibb, Stephen Gibb, Ashley Gibb                   | Barry Gibb                                  |                                                    |
| Born                            | 1970 | The Kid’s No Good                                          | Barry Gibb                                              | Barry Gibb                                  | bisher unveröffentlicht                            |
| Broken Bottles                  | 1982 |                                                            | Barry Gibb, Maurice Gibb, Robin Gibb                    | Barry Gibb                                  |                                                    |
| Buried Treasure                 | 1983 | The Eyes That See in the Dark                              | Barry Gibb, Maurice Gibb, Robin Gibb                    | Barry Gibb                                  |                                                    |
| Butterfly                       | 2021 | Greenfields                                                | Barry Gibb, Maurice Gibb, Robin Gibb                    | Barry Gibb, Gillian Welch, David Rawlings   |                                                    |
| Carried Away                    | 1979 | The Guilty Demos                                           | Barry Gibb, Albhy Galuten                               | Barry Gibb                                  |                                                    |
| Celebration de la vie           | 1988 | Hawks Soundtrack                                           | Barry Gibb, Maurice Gibb, Robin Gibb                    | Instrumental                                |                                                    |
| Chain Reaction                  | 1985 |                                                            | Barry Gibb, Maurice Gibb, Robin Gibb                    | Barry Gibb                                  |                                                    |
| Childhood Days                  | 1988 | Hawks Soundtrack                                           | Barry Gibb, Maurice Gibb                                | Barry Gibb                                  | Single                                             |
| Clyde O’Reilly                  | 1970 | The Kid’s No Good                                          | Barry Gibb                                              | Barry Gibb                                  | bisher unveröffentlicht                            |
| Come Tomorrow                   | 2005 | Guilty Pleasures                                           | Barry Gibb, Ashley Gibb, Stephen Gibb                   | Barry Gibb, Barbra Streisand                | Single                                             |
| Cover You                       | 1986 | Moonlight Madness                                          | Barry Gibb, Karl Richardson                             | Barry Gibb                                  |                                                    |
| Cross to Bear                   | 2015 | In the Now                                                 | Barry Gibb, Stephen Gibb, Ashley Gibb                   | Barry Gibb                                  |                                                    |
| Daddy’s Little Girl             | 2015 | In the Now                                                 | Barry Gibb, Stephen Gibb, Ashley Gibb                   | Barry Gibb                                  | CD deluxe edition                                  |
| Diamonds                        | 2015 | In the Now                                                 | Barry Gibb, Stephen Gibb, Ashley Gibb                   | Barry Gibb                                  |                                                    |
| End of the Rainbow              | 2015 | In the Now                                                 | Barry Gibb, Stephen Gibb, Ashley Gibb                   | Barry Gibb                                  |                                                    |
| Evening Star                    | 2006 | The Eyes That See in the Dark Demos                        | Barry Gibb, Maurice Gibb                                | Barry Gibb                                  |                                                    |
| Eyes That See In The Dark       | 1983 | The Eyes That See in the Dark Demos                        | Barry Gibb, Maurice Gibb                                | Barry Gibb                                  |                                                    |
| Face To Face                    | 1984 | Now Voyager                                                | Barry Gibb, Maurice Gibb, George Bitzer                 | Barry Gibb, Olivia Newton-John              |                                                    |
| Fields Of Gold                  | 2006 | Two’s Company                                              | Gordon Sumner                                           | Barry Gibb, Cliff Richard                   |                                                    |
| Fine Line                       | 1984 | Now Voyager                                                | Barry Gibb, George Bitzer                               | Barry Gibb                                  |                                                    |
| Grand Illusion                  | 2009 | In the Now                                                 | Barry Gibb, Stephen Gibb, Ashley Gibb, Douglas Emery    | Barry Gibb                                  |                                                    |
| Grey Ghost                      | 2015 | In the Now                                                 | Barry Gibb, Stephen Gibb, Ashley Gibb                   | Barry Gibb                                  | CD deluxe edition                                  |
| Guilty                          | 1980 | Guilty                                                     | Barry Gibb, Maurice Gibb, Robin Gibb                    | Barry Gibb, Barbra Streisand                | Single                                             |
| Happiness                       | 1970 | The Kid’s No Good                                          | Barry Gibb                                              | Barry Gibb                                  |                                                    |
| Heartbreaker                    | 1982 | The Heartbreaker Demos                                     | Barry Gibb, Maurice Gibb, Robin Gibb                    | Barry Gibb                                  |                                                    |
| Hold Me                         | 1983 | The Eyes That See in the Dark Demos                        | Barry Gibb, Maurice Gibb, Robin Gibb                    | Barry Gibb                                  |                                                    |
| Home Truth Song                 | 2015 | In the Now                                                 | Barry Gibb, Stephen Gibb, Ashley Gibb                   | Barry Gibb                                  |                                                    |
| How Can You Mend a Broken Heart | 2021 | Greenfields                                                | Barry Gibb, Robin Gibb                                  | Barry Gibb, Sheryl Crow                     |                                                    |
| How Deep Is Your Love           | 2021 | Greenfields                                                | Barry Gibb, Maurice Gibb, Robin Gibb                    | Barry Gibb, Tommy Emmanuel, Little Big Town |                                                    |
| I Am Your Driver                | 1984 | Now Voyager                                                | Barry Gibb, Maurice Gibb, George Bitzer                 | Barry Gibb                                  |                                                    |
| I Can’t See Anything But You    | 2006 | The Heartbreaker Demos                                     | Barry Gibb, Maurice Gibb, Robin Gibb                    | Barry Gibb                                  |                                                    |
| I’ll Kiss Your Memory           | 1970 | Tales From The Brothers Gibb - A History In Song 1967-1990 | Barry Gibb                                              | Barry Gibb                                  | Single                                             |
| I’ve Gotta Get a Message to You | 2021 | Greenfields                                                | Barry Gibb, Maurice Gibb, Robin Gibb                    | Barry Gibb, Keith Urban                     |                                                    |
| I Will Always Love You          | 1983 | The Eyes That See in the Dark Demos                        | Barry Gibb, Maurice Gibb                                | Barry Gibb                                  |                                                    |
| In the Now                      | 2015 | In the Now                                                 | Barry Gibb, Stephen Gibb, Ashley Gibb                   | Barry Gibb                                  |                                                    |
| It Makes No Difference          | 1982 | The Heartbreaker Demos                                     | Barry Gibb, Albhy Galuten                               | Barry Gibb                                  |                                                    |
| It’s Over                       | 1970 | The Kid’s No Good                                          | Barry Gibb                                              | Barry Gibb                                  | bisher unveröffentlicht                            |
| Jive Talkin’                    | 2021 | Greenfields                                                | Barry Gibb, Maurice Gibb, Robin Gibb                    | Barry Gibb, Miranda Lambert, Jay Buchanan   |                                                    |
| Just One More Night             | 1982 | The Heartbreaker Demos                                     | Barry Gibb, Albhy Galuten                               | Barry Gibb                                  |                                                    |
| Lesson In Love                  | 1984 | Now Voyager                                                | Barry Gibb, Maurice Gibb, George Bitzer                 | Barry Gibb                                  |                                                    |
| Letting Go                      | 1988 | Tales From The Brothers Gibb - A History In Song 1967-1990 | Barry Gibb, George Bitzer                               | Barry Gibb                                  |                                                    |
| Life Story                      | 1979 | The Guilty Demos                                           | Barry Gibb, Robin Gibb, Alan Gibb                       | Barry Gibb                                  |                                                    |
| Living With You                 | 1983 | The Eyes that see in the dark Demos                        | Barry Gibb, Maurice Gibb, Robin Gibb                    | Barry Gibb                                  |                                                    |
| Lonely Days                     | 2021 | Greenfields                                                | Barry Gibb, Maurice Gibb, Robin Gibb                    | Barry Gibb, Little Big Town                 |                                                    |
| Make It Like A Memory           | 1979 | The Guilty Demos                                           | Barry Gibb, Albhy Galuten                               | Barry Gibb                                  |                                                    |
| Mando Bay                       | 1970 | The Kid’s No Good                                          | Barry Gibb                                              | Barry Gibb                                  | bisher unveröffentlicht                            |
| Meaning of the Word             | 2015 | In the Now                                                 | Barry Gibb, Stephen Gibb, Ashley Gibb                   | Barry Gibb                                  |                                                    |
| Midsummer Nights                | 1983 | The Eyes That See in the Dark Demos                        | Barry Gibb, Albhy Galuten                               | Barry Gibb                                  |                                                    |
| Misunderstood                   | 1982 | The Heartbreaker Demos                                     | Barry Gibb, Maurice Gibb, Robin Gibb                    | Barry Gibb                                  |                                                    |
| Moonlight Madness               | 1988 | Hawks Soundtrack                                           | Barry Gibb, George Bitzer, Alan Kendall                 | Barry Gibb                                  | von dem unveröffentlichten Album Moonlight Madness |
| Morning of My Life              | 2021 | Greenfields                                                | Barry Gibb                                              | Barry Gibb                                  | Japanese edition                                   |
| My Eternal Love                 | 1988 | Tales From The Brothers Gibb - A History In Song 1967-1990 | Barry Gibb, Roche Powers                                | Barry Gibb                                  |                                                    |
| Never Give Up                   | 1979 | The Guilty Demos                                           | Barry Gibb, Albhy Galuten                               | Barry Gibb                                  |                                                    |
| Not In Love At All              | 1988 | Hawks Soundtrack                                           | Barry Gibb, Maurice Gibb, George Bitzer                 | Barry Gibb                                  |                                                    |
| Oceans And Rivers               | 1982 |                                                            | Barry Gibb, Maurice Gibb, Robin Gibb                    | Barry Gibb                                  |                                                    |
| One Bad Thing                   | 1970 | The Kid’s No Good                                          | Barry Gibb, Maurice Gibb                                | Barry Gibb                                  | bisher unveröffentlicht                            |
| One Night (For Lovers)          | 1984 | Now Voyager                                                | Barry Gibb, George Bitzer                               | Barry Gibb                                  |                                                    |
| Peace in My Mind                | 1970 | The Kid’s No Good                                          | Barry Gibb                                              | Barry Gibb                                  | bisher unveröffentlicht                            |
| Promises                        | 2006 | The Guilty Demos                                           | Barry Gibb, Robin Gibb                                  | Barry Gibb                                  |                                                    |
| Rest Your Love on Me            | 2021 | Greenfields                                                | Barry Gibb                                              | Barry Gibb, Olivia Newton-John              |                                                    |
| Run to Me                       | 2021 | Greenfields                                                | Barry Gibb, Maurice Gibb, Robin Gibb                    | Barry Gibb, Brandi Carlile                  |                                                    |
| Run Wild                        | 2006 | The Guilty Demos                                           | Barry Gibb, Robin Gibb                                  | Barry Gibb                                  |                                                    |
| Shadows                         | 2015 | In the Now                                                 | Barry Gibb, Stephen Gibb, Ashley Gibb, Douglas Emery    | Barry Gibb                                  |                                                    |
| Shatterproof                    | 1984 | Now Voyager                                                | Barry Gibb                                              | Barry Gibb                                  |                                                    |
| She Says                        | 1984 | Now Voyager                                                | Barry Gibb                                              | Barry Gibb                                  |                                                    |
| Shine Shine                     | 1984 | Now Voyager                                                | Barry Gibb, Maurice Gibb, George Bitzer                 | Barry Gibb                                  | Single                                             |
| Soldier’s Son                   | 2015 | In the Now                                                 | Barry Gibb, Stephen Gibb, Ashley Gibb                   | Barry Gibb                                  | CD deluxe edition                                  |
| Star Crossed Lovers             | 2004 | In the Now                                                 | Barry Gibb, Ashley Gibb                                 | Barry Gibb                                  |                                                    |
| Stay Alone                      | 1984 | Now Voyager                                                | Barry Gibb, George Bitzer                               | Barry Gibb                                  |                                                    |
| System Of Love                  | 1988 | Hawks Soundtrack                                           | Barry Gibb, Alan Kendall                                | Barry Gibb                                  |                                                    |
| Take The Short Way Home         | 2006 | The Heartbreaker Demos                                     | Barry Gibb, Albhy Galuten                               | Barry Gibb                                  |                                                    |
| Temptation                      | 1984 | Now Voyager                                                | Barry Gibb, Maurice Gibb, George Bitzer                 | Barry Gibb                                  |                                                    |
| The Day Your Eyes Meet Mine     | 1969 | Cucumber Castle                                            | Barry Gibb, Maurice Gibb                                | Barry Gibb                                  | Single                                             |
| The Greatest Ears In Town       | 2009 | All My Friends Are Here                                    | Bette Midler, Marc Shaiman                              | Barry Gibb, Arif Mardin, Bette Midler       |                                                    |
| The Heart Knows                 | 2008 | A Celebration In Song                                      | Barry Gibb, Ashley Gibb, Stephen Gibb                   | Barry Gibb, Olivia Newton-John              |                                                    |
| The Hunter                      | 1984 | Now Voyager                                                | Barry Gibb, Maurice Gibb, Robin Gibb, George Bitzer     | Barry Gibb                                  |                                                    |
| The Long Goodbye                | 2015 | In the Now                                                 | Barry Gibb, Stephen Gibb, Ashley Gibb                   | Barry Gibb                                  |                                                    |
| The Love Inside                 | 2006 | The Guilty Demos                                           | Andy Gibb, Barry Gibb, Maurice Gibb, Robin Gibb         | Barry Gibb                                  |                                                    |
| The Secrets We Share            |      |                                                            |                                                         | Barry Gibb                                  |                                                    |
| The Victim                      | 1970 | The Kid’s No Good                                          | Barry Gibb                                              | Barry Gibb                                  | bisher unveröffentlicht                            |
| This Time                       | 1970 | I’ll Kiss Your Memory                                      | Barry Gibb                                              | Barry Gibb                                  | nur auf dieser Single erhältlich                   |
| This Woman                      | 2006 | The Eyes That See in the Dark Demos                        | Barry Gibb, Albhy Galuten                               | Barry Gibb                                  |                                                    |
| To Love Somebody                | 2021 | Greenfields                                                | Barry Gibb, Robin Gibb                                  | Barry Gibb, Jay Buchanan                    |                                                    |
| Too Much Heaven                 | 2021 | Greenfields                                                | Barry Gibb, Maurice Gibb, Robin Gibb                    | Barry Gibb, Alison Krauss                   |                                                    |
| What Kind Of Fool               | 2006 | The Guilty Demos                                           | Barry Gibb, Albhy Galuten                               | Barry Gibb                                  | Barry Gibb                                         |
| What Kind Of Fool               | 1980 | Guilty                                                     | Barry Gibb, Albhy Galuten                               | Barry Gibb, Barbra Streisand                | Single                                             |
| What’s It All About             | 1970 | The Kid’s No Good                                          | Barry Gibb                                              | Barry Gibb                                  | bisher unveröffentlicht                            |
| When I’m 64                     | 2014 | The Art Of McCartney                                       | John Lennon, Paul McCartney (The Beatles 1967)          | Barry Gibb                                  |                                                    |
| Where Tomorrow Is               | 1988 | Tales From The Brothers Gibb - A History In Song 1967-1990 | Barry Gibb, Maurice Gibb, Robin Gibb                    | Barry Gibb                                  |                                                    |
| With the Sun in My Eyes         | 2021 | Greenfields                                                | Barry Gibb, Maurice Gibb, Robin Gibb                    | Barry Gibb                                  | Japanese edition                                   |
| Words                           | 2021 | Greenfields                                                | Barry Gibb, Maurice Gibb, Robin Gibb                    | Barry Gibb, Dolly Parton                    |                                                    |
| Words of a Fool                 | 2021 | Greenfields                                                | Barry Gibb                                              | Barry Gibb, Jason Isbell                    |                                                    |
| You And I                       | 2006 | The Eyes That See in the Dark Demos                        | Barry Gibb, Maurice Gibb, Robin Gibb                    | Barry Gibb                                  |                                                    |
| You Are My Love                 | 2006 | The Heartbreaker Demos                                     | Barry Gibb, Maurice Gibb, Robin Gibb                    | Barry Gibb                                  |                                                    |
| Yours                           | 2006 | The Heartbreaker Demos                                     | Barry Gibb, Maurice Gibb, Robin Gibb                    | Barry Gibb                                  |                                                    |

## Maurice Gibb
Soloaufnahmen
| Titel                 | Jahr | Album     | Autor(en)                              | Sänger                                 | Infos                            |
| --------------------- | ---- | --------- | -------------------------------------- | -------------------------------------- | -------------------------------- |
| Angel Of Mercy        | 1995 | Mythology | Barry Gibb, Maurice Gibb, Robin Gibb   | Maurice Gibb, Samantha Gibb            |                                  |
| Danny                 | 1995 | Mythology | Barry Gibb, Maurice Gibb, Robin Gibb   | Maurice Gibb, Samantha Gibb            |                                  |
| Hold Her in Your Hand | 1983 | Mythology | Barry Gibb, Maurice Gibb               | Maurice Gibb                           | Single                           |
| I’ve Come Back        | 1970 | Railroad  | Maurice Gibb, Billy Lawrie             | Maurice Gibb                           | nur auf dieser Single erhältlich |
| Railroad              | 1970 | Mythology | Maurice Gibb, Billy Lawrie             | Maurice Gibb                           | Single                           |
| The Bridge            | 2001 | Mythology | Maurice Gibb, Adam Gibb, Samantha Gibb | Maurice Gibb, Adam Gibb, Samantha Gibb |                                  |

## Robin Gibb
Soloaufnahmen
| Titel                                 | Jahr | Album                                   | Autor(en)                                                           | Sänger                                               | Infos                                   |
| ------------------------------------- | ---- | --------------------------------------- | ------------------------------------------------------------------- | ---------------------------------------------------- | --------------------------------------- |
| Agosto ottobre                        | 1969 | Robin’s Reign                           | Robin Gibb                                                          | Robin Gibb                                           | Italienische Version von August October |
| Alan Freeman Days                     | 2007 | Songs from the British Academy Volume 1 | Robin Gibb                                                          | Robin Gibb                                           |                                         |
| Alexandria Good Time                  | 1969 | Robin’s Reign                           | Robin Gibb                                                          | Robin Gibb                                           |                                         |
| All We Have Is Now                    | 2008 | 50 St. Catherine’s Drive                | Robin Gibb, Peter-John Vettese                                      | Robin Gibb                                           |                                         |
| Anniversary                           | 2008 | 50 St. Catherine’s Drive                | Robin Gibb, Peter-John Vettese                                      | Robin Gibb                                           |                                         |
| Another Lonely Night in New York      | 1982 | How Old Are You?                        | Maurice Gibb, Robin Gibb                                            | Robin Gibb                                           | Single                                  |
| August October                        | 1969 | Robin’s Reign                           | Robin Gibb                                                          | Robin Gibb                                           | Single                                  |
| Avalanche                             | 1970 | 50 St. Catherine’s Drive                | Robin Gibb, Peter-John Vettese                                      | Robin Gibb                                           |                                         |
| Away In A Manger                      | 2006 | My Favorite Christmas Carols            | William J Kirkpatrick 1880                                          | Robin Gibb                                           |                                         |
| Boys Do Fall In Love                  | 1984 | Secret Agent                            | Maurice Gibb, Robin Gibb                                            | Robin Gibb                                           | Single                                  |
| Broken Wings                          | 2008 | 50 St. Catherine’s Drive                | Robin Gibb, Peter-John Vettese                                      | Robin Gibb                                           |                                         |
| Cherish                               | 2008 | 50 St. Catherine’s Drive                | Robin Gibb, Peter-John Vettese                                      | Robin Gibb                                           |                                         |
| Come Some Christmas Eve Or Hallowe’en | 2006 | My Favorite Christmas Carols            | Barry Gibb, Maurice Gibb, Robin Gibb                                | Robin Gibb                                           |                                         |
| Danger                                | 1983 | How Old Are You?                        | Maurice Gibb, Robin Gibb                                            | Robin Gibb                                           |                                         |
| Days Of Wine And Roses                | 2008 | 50 St. Catherine’s Drive                | Robin Gibb, Peter-John Vettese                                      | Robin Gibb                                           |                                         |
| Diamonds                              | 1984 | Secret Agent                            | Maurice Gibb, Robin Gibb                                            | Robin Gibb                                           |                                         |
| Do You Love Her?                      | 1985 | Walls Have Eyes                         | Barry Gibb, Maurice Gibb, Robin Gibb                                | Robin Gibb                                           |                                         |
| Don’t Cry Alone                       | 1985 | 50 St. Catherine’s Drive                | Robin Gibb, Peter-John Vettese, RJ Gibb                             | Robin Gibb, The Royal Philharmonic Orchestra         |                                         |
| Don’t Rush                            | 2002 | Magnet                                  | Emanuel Officer, Deconzo Smith                                      | Robin Gibb                                           |                                         |
| Don’t Stop The Night                  | 1983 | How Old Are You?                        | Maurice Gibb, Robin Gibb                                            | Robin Gibb                                           |                                         |
| Don’t Wanna Wait Forever              | 2003 | Magnet                                  | Gary Miller, Grant Mitchell, John Purser, Graham Dixon, Paul Holmes | Robin Gibb                                           |                                         |
| Down Came The Sun                     | 1970 | Robin’s Reign                           | Robin Gibb                                                          | Robin Gibb                                           |                                         |
| Earth Angel                           | 2003 | Magnet                                  | Deconzo Smith, Emmanuel Officer                                     | Robin Gibb                                           |                                         |
| Ellan Vannin                          | 2006 | My Favorite Christmas Carols            | Barry Gibb, Maurice Gibb, Robin Gibb                                | Robin Gibb                                           |                                         |
| Farmer Ferdinand Hudson               | 1970 | Robin’s Reign                           | Robin Gibb                                                          | Robin Gibb                                           |                                         |
| First Of May                          | 2005 | G4 and Friends                          | Barry Gibb, Maurice Gibb, Robin Gibb                                | Robin Gibb, Jonathan Ansell, Ben Thapa               |                                         |
| Give Me A Smile                       | 1970 | Robin’s Reign                           | Robin Gibb                                                          | Robin Gibb                                           |                                         |
| God Rest Ye Merry Gentlemen           | 2006 | My Favorite Christmas Carols            | Robin Gibb                                                          | Robin Gibb                                           |                                         |
| Gone Gone Gone                        | 1970 | Robin’s Reign                           | Robin Gibb                                                          | Robin Gibb                                           |                                         |
| Gone With The Wind                    | 1985 | Walls Have Eyes                         | Maurice Gibb, Robin Gibb                                            | Robin Gibb                                           |                                         |
| Good King Wenceslas                   | 2006 | My Favorite Christmas Carols            | Robin Gibb                                                          | Robin Gibb                                           |                                         |
| Hark! The Herald Angels Sing          | 2006 | My Favorite Christmas Carols            | Charles Wesley 1739                                                 | Robin Gibb                                           |                                         |
| He Can’t Love You                     | 1983 | How Old Are You?                        | Maurice Gibb, Robin Gibb                                            | Robin Gibb                                           |                                         |
| Heartbeat In Exile                    | 1985 | Walls Have Eyes                         | Barry Gibb, Maurice Gibb, Robin Gibb                                | Robin Gibb                                           |                                         |
| Hearts On Fire                        | 1983 | How Old Are You?                        | Maurice Gibb, Robin Gibb                                            | Robin Gibb                                           |                                         |
| Help Me!                              | 1980 | Help Me!                                | Robin Gibb, Marcy Levy                                              | Robin Gibb, Marcy Levy                               | Single                                  |
| Help Me!                              | 1980 | Help Me!                                | Robin Gibb, Marcy Levy                                              | Instrumental                                         | Single                                  |
| How Old Are You?                      | 1983 | How Old Are You?                        | Maurice Gibb, Robin Gibb                                            | Robin Gibb                                           | Single                                  |
| I Am the World                        | 2008 | 50 St. Catherine’s Drive                | Robin Gibb, Peter-John Vettese                                      | Robin Gibb                                           |                                         |
| I Believe In Miracles                 | 1983 | How Old Are You?                        | Maurice Gibb, Robin Gibb                                            | Robin Gibb                                           |                                         |
| I Saw Three Ships                     | 2006 | My Favorite Christmas Carols            | Robin Gibb                                                          | Robin Gibb                                           |                                         |
| In And Out Of Love                    | 1983 | How Old Are You?                        | Maurice Gibb, Robin Gibb                                            | Robin Gibb                                           |                                         |
| In The Bleak Midwinter                | 2006 | My Favorite Christmas Carols            | Robin Gibb                                                          | Robin Gibb                                           |                                         |
| In Your Diary                         | 1984 | Secret Agent                            | Barry Gibb, Maurice Gibb, Robin Gibb                                | Robin Gibb                                           |                                         |
| Inseparable                           | 2003 | Magnet                                  | Robin Gibb, Deconzo Smith                                           | Robin Gibb                                           |                                         |
| Instant Love                          | 2014 | 50 St. Catherine’s Drive                | Robin Gibb, Robin-John Gibb                                         | Robin Gibb, Robin-John Gibb                          |                                         |
| Islands In The Stream                 | 2009 | Islands In The Stream                   | Barry Gibb, Maurice Gibb, Robin Gibb                                | Robin Gibb, Vanessa Jenkins, Bryn West, Tom Jones    | Promo CD Single                         |
| I’ve Gotta Get A Message To You       | 2011 | I’ve Gotta Get A Message To You         | Barry Gibb, Maurice Gibb, Robin Gibb                                | Robin Gibb, Ryan Idzi, Gary Chilton, Richie Maddocks | CD Single                               |
| Juliet                                | 1983 | How Old Are You?                        | Maurice Gibb, Robin Gibb                                            | Robin Gibb                                           | Single                                  |
| Kathy’s Gone                          | 1983 | How Old Are You?                        | Maurice Gibb, Robin Gibb                                            | Robin Gibb                                           |                                         |
| King Of Fools                         | 1984 | Secret Agent                            | Maurice Gibb, Robin Gibb                                            | Robin Gibb                                           |                                         |
| Like A Fool                           | 1985 | Walls Have Eyes                         | Barry Gibb, Maurice Gibb, Robin Gibb                                | Robin Gibb                                           |                                         |
| Livin’ In Another World               | 1984 | Secret Agent                            | Barry Gibb, Maurice Gibb, Robin Gibb                                | Robin Gibb                                           |                                         |
| Lord Bless All                        | 1970 | Robin’s Reign                           | Robin Gibb                                                          | Robin Gibb                                           |                                         |
| Love Hurts                            | 2003 | Magnet                                  | Boudleaux Bryant                                                    | Robin Gibb                                           |                                         |
| Most Of My Life                       | 1970 | Robin’s Reign                           | Barry Gibb                                                          | Robin Gibb                                           |                                         |
| Mother And Jack                       | 1969 | Robin’s Reign                           | Barry Gibb                                                          | Robin Gibb                                           |                                         |
| Mother Of Love                        | 2006 | My Favorite Christmas Carols            | Robin Gibb                                                          | Robin Gibb                                           |                                         |
| My Lover’s Prayer                     | 2003 | Bring It On                             | Barry Gibb, Maurice Gibb, Robin Gibb                                | Robin Gibb, Alistair Griffin                         | Single                                  |
| No Doubt                              | 2003 | Magnet                                  | Deconzo Smith, Kenneth Mangram                                      | Robin Gibb                                           |                                         |
| Oh Come All Ye Faithful               | 2006 | My Favorite Christmas Carols            | John Francis Wade, Frederick Oakeley 1743                           | Robin Gibb                                           |                                         |
| Oh Darling                            | 1978 | Sgt. Pepper’s Lonely Hearts Club Band   | John Lennon, Paul McCartney (The Beatles 1969)                      | Robin Gibb                                           | Single                                  |
| Once In Royal David’s City            | 2006 | My Favorite Christmas Carols            | Cecil F Alexander, Henry J Gauntlett 1848                           | Robin Gibb                                           |                                         |
| One Million Years                     | 1969 | Robin’s Reign                           | Robin Gibb                                                          | Robin Gibb                                           | Single                                  |
| One Way Love                          | 2014 | 50 St. Catherine’s Drive                | Robin Gibb, Mike Read, RJ Gibb                                      | Robin Gibb                                           |                                         |
| Please                                | 2002 | Magnet                                  | Michael Graves, Errol Reid                                          | Robin Gibb                                           | CD Single                               |
| Possession                            | 1985 | Walls Have Eyes                         | Barry Gibb, Maurice Gibb, Robin Gibb                                | Robin Gibb                                           |                                         |
| Rebecca                               | 1984 | Secret Agent                            | Maurice Gibb, Robin Gibb                                            | Robin Gibb                                           |                                         |
| Remedy                                | 1985 | Walls Have Eyes                         | Barry Gibb, Maurice Gibb, Robin Gibb                                | Robin Gibb                                           |                                         |
| Robot                                 | 1984 | Secret Agent                            | Maurice Gibb, Robin Gibb                                            | Robin Gibb                                           |                                         |
| Sanctuary                             | 2014 | 50 St. Catherine’s Drive                | Robin Gibb, Peter-John Vettese                                      | Robin Gibb                                           |                                         |
| Saved by the Bell                     | 1969 | Robin’s Reign                           | Robin Gibb                                                          | Robin Gibb                                           | Single                                  |
| Secret Agent                          | 1984 | Secret Agent                            | Maurice Gibb, Robin Gibb                                            | Robin Gibb                                           | Single                                  |
| Silent Night                          | 2006 | My Favorite Christmas Carols            | Joseph Mohr, Franz Gruber 1818                                      | Robin Gibb                                           |                                         |
| Solid                                 | 2014 | 50 St. Catherine’s Drive                | Robin Gibb, Peter-John Vettese                                      | Robin Gibb                                           |                                         |
| Someone To Believe In                 | 1985 | Walls Have Eyes                         | Barry Gibb, Maurice Gibb, Robin Gibb                                | Robin Gibb                                           |                                         |
| Sorry                                 | 2014 | 50 St. Catherine’s Drive                | Robin Gibb, Peter-John Vettese                                      | Robin Gibb                                           |                                         |
| Special                               | 2003 | Magnet                                  | Deconzo Smith, Mike Hamilton, Judd Mahoney                          | Robin Gibb                                           |                                         |
| Sydney                                | 2014 | 50 St. Catherine’s Drive                | Robin Gibb                                                          | Robin Gibb                                           |                                         |
| The First Noël                        | 2006 | My Favorite Christmas Carols            | Volkslied 1600                                                      | Robin Gibb                                           |                                         |
| The Worst Girl In This Town           | 1970 | Robin’s Reign                           | Robin Gibb                                                          | Robin Gibb                                           |                                         |
| These Walls Have Eyes                 | 1985 | Walls Have Eyes                         | Barry Gibb, Maurice Gibb, Robin Gibb                                | Robin Gibb                                           |                                         |
| Too Much Heaven                       | 2007 | Too Much Heaven                         | Barry Gibb, Maurice Gibb, Robin Gibb                                | Robin Gibb, US5                                      | Single                                  |
| Toys                                  | 1985 | Walls Have Eyes                         | Barry Gibb, Maurice Gibb, Robin Gibb                                | Robin Gibb                                           | Single                                  |
| Un million di anni                    |      |                                         |                                                                     | Robin Gibb                                           |                                         |
| Watching You                          | 2002 | Magnet                                  | Emanuel Officer, Deconzo Smith                                      | Robin Gibb                                           |                                         |
| Weekend                               | 1970 | Robin’s Reign                           | Robin Gibb                                                          | Robin Gibb                                           |                                         |
| Wherever You Go                       | 2014 | 50 St. Catherine’s Drive                | Robin Gibb                                                          | Robin Gibb                                           |                                         |
| Wish You Were Here                    | 2003 | Magnet                                  | Barry Gibb, Maurice Gibb, Robin Gibb                                | Robin Gibb                                           |                                         |
| X-Ray Eyes                            | 1984 | Secret Agent                            | Maurice Gibb, Robin Gibb                                            | Robin Gibb                                           |                                         |
| You Don’t Say Us Anymore              | 1985 | Walls Have Eyes                         | Maurice Gibb, Robin Gibb                                            | Robin Gibb                                           |                                         |

## Andy Gibb
Soloaufnahmen
| Titel                              | Jahr | Album                     | Autor(en)                                                  | Sänger                                          | Infos                            |
| ---------------------------------- | ---- | ------------------------- | ---------------------------------------------------------- | ----------------------------------------------- | -------------------------------- |
| After Dark                         | 1980 | After Dark                | Andy Gibb                                                  | Andy Gibb                                       |                                  |
| All I Have To Do Is Dream          | 1981 | All About Andy Gibb       | Boudleaux Bryant, Felice Bryant (The Everly Brothers 1958) | Andy Gibb, Victoria Principal                   | Single                           |
| An Everlasting Love                | 1978 | Shadow Dancing            | Barry Gibb                                                 | Andy Gibb, Victoria Principal                   | Single                           |
| Arrow Through the Heart            | 1987 | Mythology                 | Barry Gibb, Maurice Gibb, Andy Gibb                        | Andy Gibb, Barry Gibb, Maurice Gibb, Robin Gibb |                                  |
| Come Home For The Winter           | 1977 | Flowing Rivers            | Andy Gibb                                                  | Andy Gibb                                       |                                  |
| Dance To The Light Of The Morning  | 1977 | Flowing Rivers            | Andy Gibb                                                  | Andy Gibb                                       |                                  |
| Desire                             | 1980 | After Dark                | Barry Gibb, Maurice Gibb, Robin Gibb                       | Andy Gibb                                       | Single                           |
| Dreamin’ On                        | 1980 | After Dark                | Andy Gibb                                                  | Andy Gibb                                       |                                  |
| Falling In Love With You           | 1980 | After Dark                | Andy Gibb                                                  | Andy Gibb                                       |                                  |
| Flowing Rivers                     | 1977 | Flowing Rivers            | Andy Gibb                                                  | Andy Gibb                                       |                                  |
| Fool For A Night                   | 1978 | Shadow Dancing            | Andy Gibb                                                  | Andy Gibb                                       |                                  |
| Good Feeling                       | 1978 | Shadow Dancing            | Andy Gibb                                                  | Andy Gibb                                       |                                  |
| Good Feeling                       | 1978 | All I Have To Do Is Dream | Andy Gibb, Barry Gibb                                      | Andy Gibb, Victoria Principal                   | nur auf dieser Single erhältlich |
| I Can’t Help It                    | 1980 | After Dark                | Andy Gibb, Barry Gibb, Maurice Gibb, Robin Gibb            | Andy Gibb, Olivia Newton-John                   | Single                           |
| I Go For You                       | 1978 | Shadow Dancing            | Andy Gibb                                                  | Andy Gibb                                       |                                  |
| I Just Want To Be Your Everything  | 1977 | Flowing Rivers            | Andy Gibb, Barry Gibb                                      | Andy Gibb                                       | Single                           |
| In The End                         | 1977 | Flowing Rivers            | Andy Gibb                                                  | Andy Gibb                                       |                                  |
| Let It Be Me                       | 1977 | Flowing Rivers            | Andy Gibb                                                  | Andy Gibb                                       |                                  |
| Love Is Thicker Than Water         | 1977 | Flowing Rivers            | Andy Gibb, Barry Gibb                                      | Andy Gibb                                       | Single                           |
| Man on Fire                        | 1972 | Mythology                 | Barry Gibb, Maurice Gibb, Robin Gibb                       | Andy Gibb                                       | Demo                             |
| Me (Without You)                   | 1980 | Andy Gibb’s Greatest Hits | Andy Gibb, Barry Gibb                                      | Andy Gibb                                       | Single                           |
| Melody                             | 1978 | Shadow Dancing            | Andy Gibb                                                  | Andy Gibb                                       |                                  |
| One Love                           | 1980 | After Dark                | Andy Gibb                                                  | Andy Gibb                                       |                                  |
| One More Look At The Night         | 1978 | Shadow Dancing            | Andy Gibb                                                  | Andy Gibb                                       |                                  |
| Our Love - Don’t Throw It All Away | 1978 | Shadow Dancing            | Barry Gibb, Blue Weaver                                    | Andy Gibb                                       | Single                           |
| Rest Your Love On Me               | 1979 | After Dark                | Barry Gibb                                                 | Andy Gibb, Olivia Newton-John                   | Single                           |
| Shadow Dancing                     | 1978 | Shadow Dancing            | Andy Gibb, Barry Gibb, Maurice Gibb, Robin Gibb            | Andy Gibb, Barry Gibb                           | Single                           |
| Someone I Ain’t                    | 1980 | After Dark                | Andy Gibb                                                  | Andy Gibb                                       |                                  |
| Starlight                          | 1977 | Flowing Rivers            | Andy Gibb                                                  | Andy Gibb                                       |                                  |
| Time Is Time                       | 1980 | Andy Gibb’s Greatest Hits | Andy Gibb, Barry Gibb                                      | Andy Gibb                                       | Single                           |
| Too Many Looks In Your Eyes        | 1977 | Flowing Rivers            | Andy Gibb                                                  | Andy Gibb                                       |                                  |
| Waiting For You                    | 1978 | Shadow Dancing            | Andy Gibb                                                  | Andy Gibb                                       |                                  |
| Warm Ride                          | 1980 | After Dark                | Andy Gibb                                                  | Andy Gibb                                       |                                  |
| Wherever You Are                   | 1980 | After Dark                | Andy Gibb                                                  | Andy Gibb                                       |                                  |
| Why                                | 1980 | Shadow Dancing            | Andy Gibb, Barry Gibb                                      | Andy Gibb                                       | Single                           |
| Will You Love Me Tomorrow          | 1979 | Andy Gibb’s Greatest Hits | Gerry Goffin, Carole King (The Shirelles 1960)             | Andy Gibb, Pat Arnold                           |                                  |
| Words And Music                    | 1976 | Flowing Rivers            | Andy Gibb                                                  | Andy Gibb                                       |                                  |